# Geschichte von Hanerau-Hademarschen

Die Eider als dänische Südgrenze von 811 bis 1864

Die Geschichte von Hanerau-Hademarschen beschreibt die geschichtliche Entwicklung der heutigen Gemeinde Hanerau-Hademarschen in Mittelholstein. Die Gegend um Hanerau-Hademarschen ist bereits seit mehr als 5000 Jahren besiedelt. Dies bezeugen die aus der Jungsteinzeit stammenden Hünengräber auf den Hademarscher Bergen.
Die dörfliche Siedlung Hademarschen bestand bereits um Christi Geburt. Eine erste kleine Holzkirche entstand wahrscheinlich vor dem Jahr 1000; die Burg Hanerau wurde zum Ende des 12. Jahrhunderts errichtet. Die erste Steinkirche in Hademarschen wurde zu Beginn des 13. Jahrhunderts erbaut. Das Dorf Hanerau entstand erst um 1800.
Die im Laufe des 19. Jahrhunderts miteinander verwachsenen Orte haben eine bewegte Geschichte erlebt, unter wiederholt wechselnder deutscher und dänischer Herrschaft, mit vielen Obrigkeiten, wie Königen, Herzögen, Grafen und anderen Adeligen, die kamen und gingen. Und die Orte waren Schauplätze vieler Kämpfe mit und zwischen einfallenden Heerscharen und Marodeuren, bei denen viele Opfer und große Schäden durch Brandschatzungen und Verfolgungen zu beklagen waren.
Durch Theodor Storm wurde Hanerau-Hademarschen weit über die Grenzen bekannt. Er schuf hier zwischen 1880 und 1888 seine bekanntesten Werke wie zum Beispiel den Schimmelreiter.
Durch den Bau des nahe gelegenen Nord-Ostsee-Kanals und des Anschlusses an das Bahnnetz Ende des 19. Jahrhunderts blühte der Ort auf. In jener Zeit entwickelten sich neben der vormals vorherrschenden Bauernwirtschaft auch Handwerk und Handel.
Durch den Flüchtlingsstrom nach dem Zweiten Weltkrieg verdoppelte sich die Einwohnerzahl vorübergehend.
Ein besonders einschneidendes Ereignis in jüngerer Zeit war der Totalverlust der 800 Jahre alten Severinkirche (Hademarschen) durch einen Großbrand am 27. Dezember 2003.

## Lage und Namensherkunft
Hanerau-Hademarschen liegt an dem „Dreiländereck“ von Holstein, Dithmarschen und Schleswig.

## Steinzeit und Bronzezeit

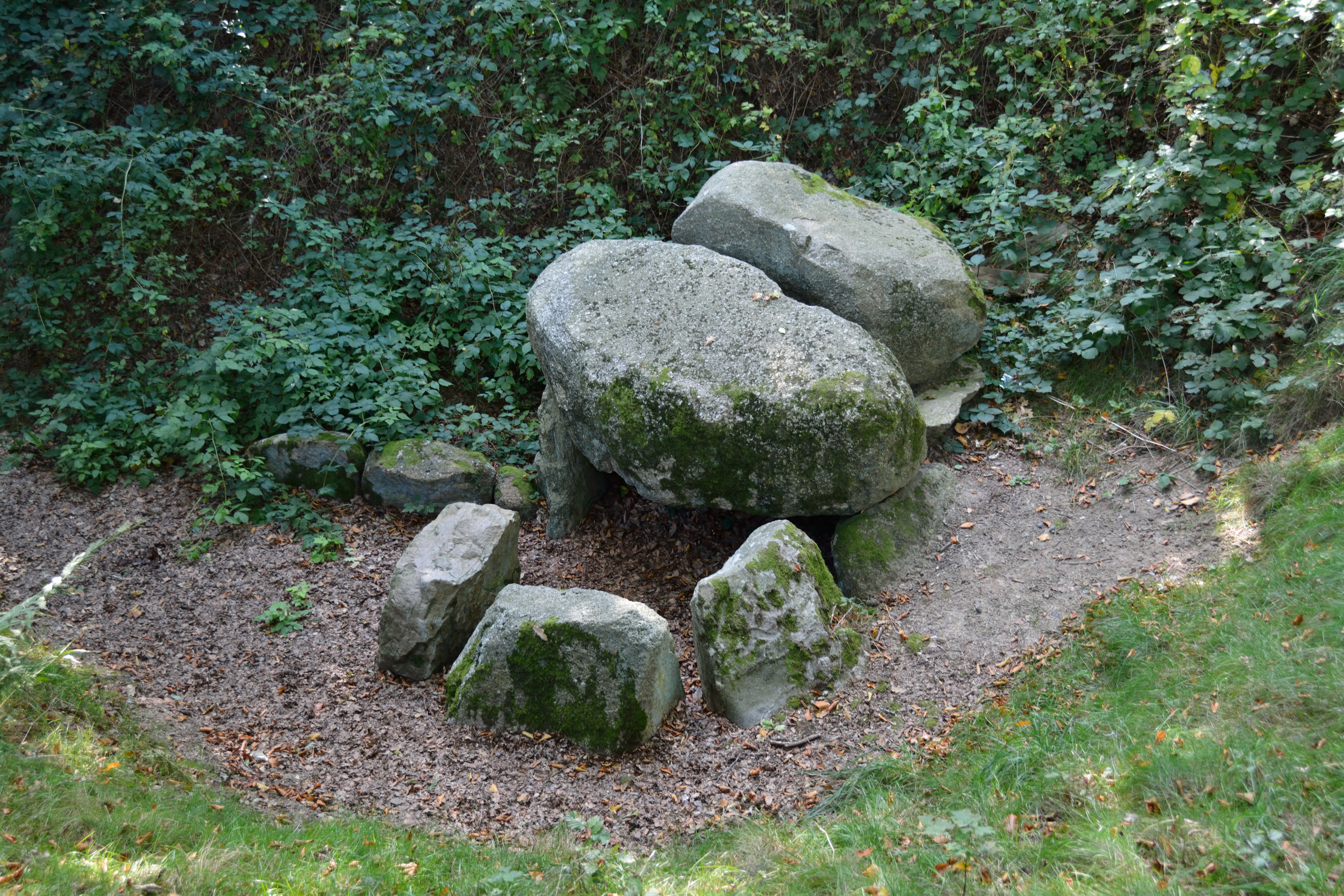
Geöffneter Grabhügel (öffentlich zugänglich), Hademarscher Berge

Sicherlich hatten die „Hademarscher Berge“, mit bis zu 67 m ü.d.M aus der sonst nur leicht gewellten Landschaft emporragend, eine strategische Bedeutung über die Jahrtausende. Dort befinden sich auch die Hünengräber. Eine Geländekarte aus dem 18. Jahrhundert zeigt noch 30 Hügel, die jedoch im Laufe der Zeit zerstört wurden, und heute lediglich fünf der mächtigen Grabhügel verbleiben. Ein anlässlich der Fundamentlegung des früheren ersten Aussichtsturmes im Jahr 1912 geöffneter Hügel, der unter Leitung des Archäologen Prof. Rothmann vom Museum für vorgeschichtliche Altertümer in Kiel ausgegraben wurde, enthielt überraschenderweise zwei Gräber: auf halber Höhe ein Baumsarggrab aus der älteren Bronzezeit (um etwa 1400 bis 1200 v. Chr.), in dem ein Bronzeschwert, ein Streitbeil, einige Tongefäße und ein reich verzierter goldener Armreif gefunden wurden, und ein weiteres am Grund des Hügels, ein mit einem kurzen Gang versehenes Längsgrab, aus mächtigen Steinfelsen, von bis zu 3,5 m Länge und 2,0 m Breite, aus der Jungsteinzeit, etwa 2000 bis 1600 v. Chr., wie man eingangs annahm, in dem sich Steinwerkzeuge, Gefäße und Überreste menschlicher Gebeine aus fünf Zeitabschnitten befanden. Es gibt Fotos vom Juli 1912, die diese Kelche, Steinbeile usw. zeigen. Die Gegenstände wurden dem Kieler Museum geschenkt, dort bis zum Zweiten Weltkrieg aufbewahrt, und befinden sich heute im Landesmuseum für Vorgeschichte in Schloss Gottorf, Schleswig.
Das Archäologische Landesamt Schleswig-Holstein geht inzwischen davon aus, dass die erste Steinlege im geöffneten Hügel bereits um circa 3500 v. Chr. errichtet wurde, zur Zeit der Trichterbecherkultur. Schon aufgrund der genannten Funde ist anzunehmen, dass die unmittelbare Umgebung von Hademarschen bereits vor mehr als 5000 Jahren besiedelt war, und seitdem vermutlich auch durchgehend, die Menschen in dieser Gegend ausharrten, während ihre nördlichen Nachbarn in Jütland, die Kimbern, gemäß römischen Quellen um 121 v. Chr. nach Süden auswanderten und sich auch die nördlichen Germanenstämme der Teutonen und Ambronen ihrem langen Zug anschlossen. Gründe für jene große Wanderbewegung sollen sein: zum einen eine besonders große Sturmflut mit entsprechenden Küstenlandverlusten, wie immer wiederkehrend an der Nordsee, zum anderen, nach einer vorübergehenden Wärmephase in Nordeuropa zwischen 2000 und 800 v. Chr., wieder eine darauffolgende starke Kältephase, während der es zu Ernteausfällen und Hungersnöten kam, und den entsprechenden Nachwirkungen, was die Bevölkerung schließlich dazu zwang nach fruchtbarerem Land zu suchen. Der Zug gelangte nach vielen Umwegen in 20 Jahren bis nach Norditalien. Die Bewohner der Gegend Hademarschens waren durch die Lage auf der höheren Geest und inmitten der Wälder wohl begünstigter als ihre nördlichen Nachbarn und dürften darum sesshaft geblieben sein.
Eine überlieferte Sage beschreibt Folgendes: „Im Kirchspiel Hademarschen lag, als noch die Riesen hier im Lande wohnten, ein großer Stein. Einer der Stärksten nahm ihn auf und wollte ihn über die Grenze werfen. Da zersprang der Stein im Werfen in zwei Stücke, das eine fiel im Kirchspiel Schenefeld nieder, das andere in der Marsch. Beide Stücke passen aber genau aneinander.“
Auch in den westlich beziehungsweise östlich gelegenen Nachbargemeinden Albersdorf und Gokels befinden sich mehrere Hünengräber, und beide Orte tragen jeweils ein stilisiertes Hünengrab im Wappen.
Ob die ersten Ansiedlungen in oder um Hademarschen auch an einer der Bernsteinstraßen lagen, ist nicht nachgewiesen. Die mitteldeutsche Landroute der Bernsteinstraße verlief von der Nordseeküste der Cimbrischen Halbinsel (heutiges Festland-Dänemark und Schleswig-Holstein) entlang der Elbe und weiter, wie angenommen, entlang der Oder über die Alpen bis nach Rom, die sogenannte Römerroute. Der Verlauf dieser Route zwischen Elbmündung und Adria gilt als eine der älteren der Bernsteinstraßen und ist als Handelsweg bereits für die Zeit um etwa 2500 v. Chr. nachgewiesen. Die westdeutsche Landroute von der Nordseeküste der Cimbrischen Halbinsel über Rhein und Rhone nach Marseille und weiter in die Toskana wurde seit mindestens 600 v. Chr. genutzt. Beide genannten Routen begannen vermutlich in der Gegend des heutigen Eiderstedt an der Nordseeküste, da bereits 2000 Jahre v. Chr. Bernstein von den dort vorgelagerten Nordfriesischen Inseln nach Griechenland gelangte, und liefen im heutigen Hamburg zusammen. Hademarschen liegt auf der Linie zwischen Eiderstedt und Hamburg. Interessant ist in diesem Zusammenhang auch der alt-griechische Hinweis auf das Land Hyperborea, „nachweisbar das einzige Land, aus welchem die alten Griechen ihren Bernstein bekamen“, und der heutige Lokalisierungsversuch, dieses in Nordfriesland zu finden. Denkbar ist auch, dass der westliche der Ochsenwege, der nachweislich über Hademarschen verlief, mit der Bernsteinstraße, zumindest ab Hademarschen Richtung Süden, identisch war. Ab dem Mittelalter wurde der Ochsenweg auch als Pilgerroute aus dem Norden nach Italien genutzt.

## Altertum
In der Zeit von etwa 600 v. Chr. bis zur Zeitenwende war die Gegend um Hademarschen wahrscheinlich von der im Norden vorherrschenden Jastorf-Kultur geprägt worden sein. Daran schloss sich zeitlich die Kultur der Elbgermanen an, deren nördlicher Rand des Ausdehnungsgebietes Hademarschen berührte. Gleichermaßen dürfte es Einflüsse von den Nordseegermanen gegeben haben, die sich westlich anschlossen. Ob auch die Langobarden, als Teil der Elbgermanen, die bis ins 1. Jahrhundert an der Unterelbe nachgewiesen sind und vorübergehend auf das nördliche Ufer der Elbe übergesiedelt waren, bevor sie nach Süden auswanderten, auch bis nach Mittelholstein gelangten oder diesen Landesteil beeinflussten, ist nicht feststellbar.
Die dörfliche Siedlung Hademarschen entstand bereits um Christi Geburt. Der wohl älteste Teil lag bei Tiefental, am Abhang der „Hollenberge“. Aus der Richtung des späteren Hanerau führte ein breiter Sandweg mit tiefen Wagenspuren nach Hademarschen („Weidenniederung“). Dort, wo die Häuser auf einem Haufen standen, der heutigen Klosterstraße, floss quer über die Straße der „Schobeek“, der sich im „Eck“ mit dem „Klosterbeek“ vereinte (beek ist niederdeutsch für Bach).
Die alten Hademarscher gehörten gemäß römischen Quellen des 1. Jahrhunderts n. Chr. zum nordgermanischen Stamm der Avionen, im Grenzgebiet zu den nördlich von ihnen lebenden Jüten und nordöstlichen Angeln, sprachlich zu den Ingwäonen.
Es gibt keine Hinweise, dass die Römer diesen Teil Holsteins erreichten, auch nicht in der Zeit der größten Ausdehnung des Römischen Reiches im Jahr 117 n. Chr. unter Kaiser Trajan, als Gebiete zwischen dem jeweiligen Unterlauf von Weser und Elbe von den Römern kontrolliert wurden, wobei die sehr breite Elbe ein Hindernis gegen Norden darstellte. Auch wurde in den historischen Texten jener Zeit wiederholt darauf hingewiesen, dass die dort lebenden Stämme Holsteins „durch undurchdringliche Wälder gut geschützt“ wären.
Quellen um 150 n. Chr. sprachen bereits von „Sachsen“ und beschränkten das Volk dieses Namens allein auf die Bewohner des südlichen und mittleren Teiles Westholsteins, jenen Landstrich, der auch Hademarschen einschließt, die „Alt-Sachsen“, bevor der Volksname ausgeweitet wurde und etwa ab dem 3. Jahrhundert mehrere Volksgemeinschaften in Norddeutschland einschloss, wie ab dem 4. Jahrhundert belegt. Derzeit gilt die im Jahr 356 in einer Rede des Kaisers Julian erfolgte Erwähnung der Sachsen als zuverlässig dokumentierte erstmalige Nennung des Volksnamens. Der Name ist eine Ableitung der von ihnen damals zumeist gebrauchten Waffe, dem Sax (althochdeutsch sahs für Schwert oder Messer). Sicherlich wurden auch zweischneidige Schwerter, wie die Spatha, verwendet.

## Frühmittelalter

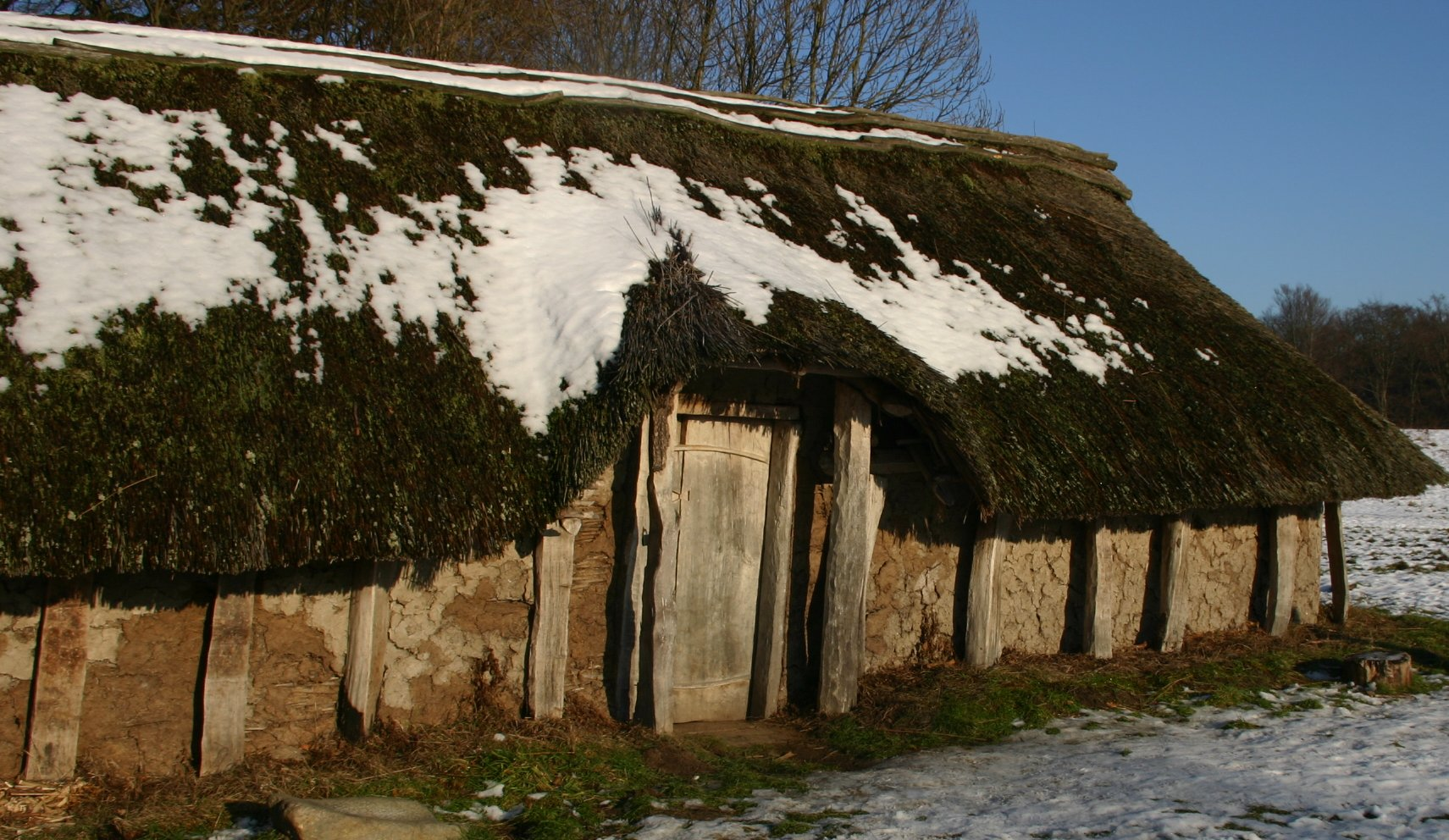
Nordgermanisches Haus um 400 n. Chr. (Rekonstruktion)

Ausdehnung Fränkisches Reich 810, mit Anschluss nordelbischem Sachsens

Offensichtlich ist, dass die ab 375 n. Chr. aus Osteuropa weit nach Westeuropa eindringenden Hunnen die Gebiete nördlich der Unterelbe zwar berührt haben, auch in der größten Ausdehnung des Hunnenreiches um 453 das heutige Dänemark und Südschweden mäßig beeinflusst haben mögen, sicherlich aber nicht kontrolliert, gibt es jedoch in Holstein keine nachweislichen Spuren einer damaligen Präsenz der Hunnen. Möglicherweise eigneten sich die dichten Wälder der Region nicht für eine Entfaltung des an weite, offene Räume gewöhnten Reitervolkes, oder die reine Bauernwirtschaft einzelner Gehöfte, mit nur sehr kleinen Ortschaften und noch gänzlich ohne Städte, war für die häufig auf Raub sinnenden Hunnen nicht interessant. Auch die durch den Verdrängungseffekt verursachten, europaweit einsetzenden Völkerwanderungen dürften diesen Teil Holsteins wenig oder gar nicht berührt haben.
Der mit dem Zusammenbruch des Römischen Reiches einsetzende kulturelle Niedergang Westeuropas, der von Gewalt, Zerstörung und wirtschaftlichem Niedergang begleitet wurde, dem Zusammenbruch des Fernhandels, sowie einem Rückgang der Schriftlichkeit, insbesondere zwischen 550 und 800, und den Verfall der Städte Europas bewirkte, wird Holstein wenig verändert haben, da die dortige eigenständige nordische Kultur, neben dem regionalen Handelsaustausch, kaum von der römischen beeinflusst wurde, die dichten Wälder und geringe Bevölkerung noch keine Städtebildung zuließen.
Aus dem heute so genannten „dunklen Zeitalter“, der Zeit des Übergangs vom Altertum zum frühen Mittelalter, liegen ansonsten auch für die Gegend in Mittelholstein kaum örtliche historische Berichte vor. Es war jedoch die Zeit der Wanderungen der Angeln, Sachsen, Jüten und Friesen nach Britannien. Inwieweit eine mögliche Abwanderung aus der Gegend um Hademarschen betroffen war, ist schwierig zu ermitteln. Als sicher gilt jedoch, dass im 4. Jahrhundert im Süden und Osten Englands altsächsisch gesprochen wurde, also dieselbe Sprache wie in Westholstein, und dass die unterschiedlichen niederdeutschen Dialekte Norddeutschlands insgesamt maßgeblich zur englischen Sprache beitrugen.
Ab dem Frühmittelalter wurden die Holsten (germanisch holta für Holz/Wald, saten für Ansässige, holt-saten für Waldbewohner) als einer der drei nordelbischen Sachsen-Stämme erwähnt. Sie trugen den Namen Holsten zu Recht, lag auch Hademarschen inmitten ausgedehnter Waldgebiete, von denen heutige Waldungen, wie „Rehers“ (knapp 200 ha) und „Bondenschiften“, nur geringe Überreste darstellen.
Um 770 wurde die (in Luftlinie) nur 45 km von Hademarschen entfernt gelegene Wikingersiedlung Haithabu an der Schlei gegründet, die der bedeutendste Handelsplatz, mit internationalen Anbindungen, in der weiteren Region war und bis 1066 Bestand hatte. Der Ort, der in seiner Blütezeit im 10. Jahrhundert mit seinen etwa 1500 Einwohnern in jener sonst dünnbesiedelten Gegend einer „Großstadt“ entsprach (Hamburg hatte um 950 lediglich etwa 500 Einwohner), dürfte auch für die Hademarscher als Magnet gegolten haben, der in einer Tagesreise zu erreichen war.
Nachdem Karl der Große ab 772 begonnen hatte die Sachsen zu unterwerfen, drangen seine Truppen auch in deren Gebiete nördlich der Elbe, Nordalbingien, ein, wo nach und nach die drei sächsischen Gaue Dithmarschen, Holstein und Stormarn unterworfen wurden. Die Sachsen, darunter die Holsten, widersetzten sich jedoch den Eindringlingen und es kam zu ständigen Unruhen.
804 zog Karl der Große erneut mit einem Heer gegen die Nordalbingier und deportierte tausende der Besiegten mit ihren Familien in sein Frankenreich. Die drei Gaue der Nordalbingier überließ Karl der Große zunächst seinen Verbündeten, den slawischen Abodriten, die bereits früher in Ostholstein eingewandert waren und dort, und weiter südöstlich im heutigen Mecklenburg, größere Landstriche kontrollierten. Diese konnten sich jedoch nicht gegen die nordelbischen Sachsen und die mit ihnen verbündeten Dänen behaupten.
808 entsandte darum Karl der Große seinen Sohn Karl (geb. 772/773, gest. 4. Dezember 811), der eigentlich als Nachfolger des Vaters auf dem Thron vorgesehen war, wenn er nicht zwei Jahre vor dem Vater verstorben wäre, mit einem großen Heer erneut über die Elbe, um „für Ordnung zu sorgen“ und die fränkischen Gebietsansprüche und Interessen bis zur dänischen Südgrenze entlang des Flusses Eider zu festigen und zu sichern.
Am 15. März 809 begannen sächsische Grafen mit der Errichtung der Burg Esesfeld in der Nähe des heutigen Itzehoe, die später von Karl dem Großen ausgebaut wurde, aber nur etwa 30 Jahre bestand.
Um 810 wurden die Nordelbier endgültig von Karl dem Großen unterworfen und dem Reich der Franken einverleibt. Bei dieser Gelegenheit soll den vormals ins Frankenreich deportierten Nordelbiern, inklusive der Holsten, die Rückkehr in ihre Heimat gestattet worden sein.
Von 811 bis 1864, also für mehr als 1000 Jahre, entsprachen der Fluss Eider in seinem frühen natürlichen Verlauf (seit 1895 im östlichen Bereich größtenteils mit dem Nord-Ostsee-Kanal vereint) und, in Verlängerung, die Levensau nördlich von Kiel (zumeist im 1776–1784 gebauten Eider-Kanal aufgegangen), der Südgrenze des dänischen Staates. In diesem langen Zeitraum galt der nördlich der Eider gelegene Landesteil Schleswig stets als dänisch. Der südlich gelegene, bis zur Elbe reichende Teil Holstein, zu dem Hademarschen und die Burg Hanrowe gehörten, war jedoch durch kriegerische Ereignisse und Erbfolgen vielfacher Splitterung und häufig wechselnder Herrschaft ausgesetzt. Grundsätzlich unterscheidet man bezüglich Holsteins zwischen der deutschen Zeit 811–1460 und der dänischen Zeit 1460–1864, danach erneut deutsch.
Bereits in den ersten Jahren der Frankenzeit Holsteins begannen Versuche einer Christianisierung der polytheistischen „Heiden“, die bislang dem nordischen Götterhimmel gehuldigt hatten, waren aber nicht umgehend, immer und überall erfolgreich, gab es in diversen Gegenden beträchtlichen Widerstand gegen die Annahme der neuen Religion. So wurden die ersten, noch recht kleinen Kirchen des Nordens auch typischerweise an alten Kultstätten, wie in Heiligen Hainen, erbaut, was einen Übergang zur neuen Religion „erleichtern“ sollte.
Um 825 wurde die erste Kirche der Holsten in Schenefeld gebaut, und zu ihrem Sprengel gehörte auch das Dorf Hademarschen bis ins 13. Jahrhundert, während der zuständige Bischof eingangs in Bremen, später in Hamburg saß. In Hademarschen selbst wurde, sicherlich vor der Jahrtausendwende 999/1000, eine eigene, sehr bescheidene Holzkirche errichtet. Die frühen, zumeist sehr kleinen Kirchen der Sachsen wurden „Klus“ genannt, die niederdeutsche Form von Klause (Einzelsiedlung), Klausur (Kloster), die den ersten Christen des norddeutschen Raumes als Gebetsräume dienten. Möglicherweise war sie eine im Fachwerkstil gebaute Kapelle. Die 2004 gefundenen Reste der Holzkirche zeigten einen Grundriss von lediglich 10 × 5 Metern, mit einem Hauptraum von nur 7 × 4,5 Metern.
Der heutige Straßenname „Im Kloster“ in Hademarschen bezieht sich auf ebendieses Wort „Klus“, denn in Hademarschen hat es nie ein Kloster gegeben.
843 wurde im Vertrag von Verdun dem König des Ostfrankenreiches Ludwig dem Deutschen auch „Transalbingien“, das Gebiet der Sachsen nördlich der Elbe, zugesprochen. Damit war, nach den unter Karl dem Großen annektierten letzten freien sächsischen Gebieten, nunmehr ganz Sachsen auch de jure, zumindest aus der Sicht der Franken, Teil des Ostfränkischen Reiches, aus dem das spätere Deutschland erwuchs.

## Hochmittelalter

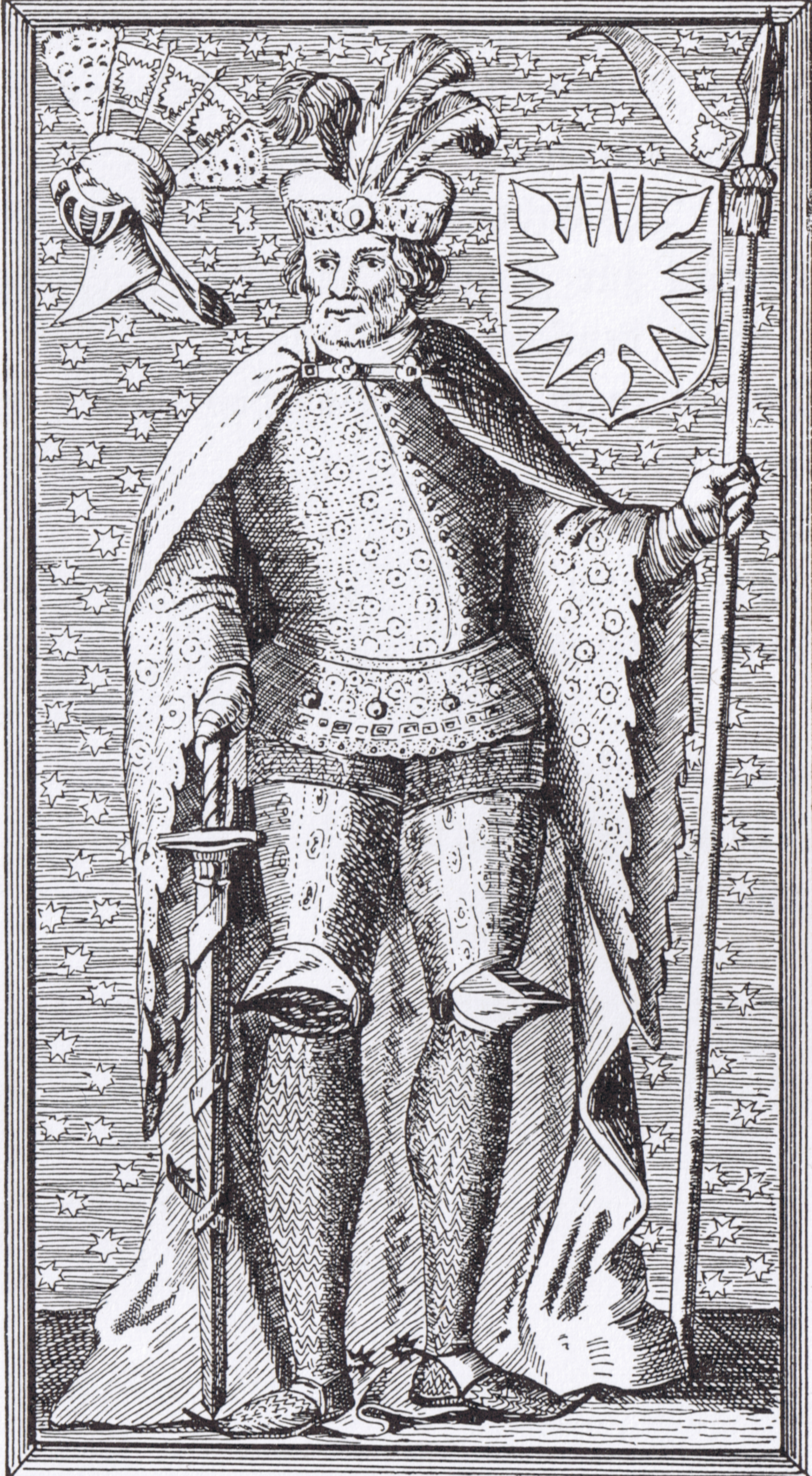
Adolf IV. von Schauenburg und Holstein

Um das Jahr 1000 errichtete der Billunger Herzog Bernhard I. (Sachsen) (* um 950; † 9. Februar 1011) die Hademarschen nahe gelegene Burg Itzehoe als Bollwerk gegen die Dänen. Die Billunger hatten ihre Machtbasis durch gräfliche Rechte und Eigenbesitz in der Region um Lüneburg und zwischen Elbe und Oberweser und gewannen in der ersten Hälfte des 10. Jahrhunderts an Einfluss. Sein Vater, Hermann Billung († 973), war 936 vom König und späteren Kaiser Otto I. mit dem Grenzschutz an der unteren Elbe beauftragt worden. 961 hatte er herzögliche Rechte erhalten.
1076 findet sich bei Adam von Bremen in seiner Geschichte des Erzbistums Hamburg erstmals eine schriftliche Erwähnung der nordsächsischen Holsten, zu deren Stamm die alten Hademarscher gehörten.
Um 1100 legten die Dänen auf einer 35 km von Hademarschen entfernten Eiderinsel eine Burg an, die sich zur späteren Stadt Rendsburg, der heutigen Kreisstadt Hanerau-Hademarschens, entwickelte.
Im Jahr 1111 hatte Lothar von Supplinburg, Herzog von Sachsen und späterer Kaiser Lothar III. (ab 1133), Adolf I. von Schauenburg zum Grafen von Holstein und Stormarn berufen. Dazu schrieb der Chronist von Aspern 1843: „Dieselbe (Grafschaft), damals nur noch den mittleren Haiderücken des jetzigen Holstein umfassend, hatte im Westen die freiheitstolzen Dithmarschen, im Norden die thatlustigen Dänen, im Osten den räuberischen und heidnischen Slavenstamm der Wagern zu Nachbarn. Von den ersteren trennten sie die weiten Niederungen der Holsten- und der Giesel-Au, gegen die Slaven bestand gelehnt an die Naturgrenze des Sventina-Thals und seinen Fortsetzungen nach der Elbe zu die marca Slavorum (Mark der Slaven). Auf diesem vorgeschobenen Posten hat der neue Graf A. sich mit Umsicht und Klugheit benommen. Mit dem wagrischen Fürsten Heinrich, der seine Herrschaft um die ganze Westecke der Ostsee auszudehnen bestrebt war, hielt er Freundschaft und Bündniß. Wiederholt leistete er ihm gegen die ferner wohnenden Slavenstämme zwischen Elbe und Oder, besonders aber gegen die gefürchteten Rugen auf ihrer schwer angreifbaren Insel wirksamen Beistand.“
Die Nachkommen von Adolf I. waren für die weitere Geschichte Hademarschens sehr bedeutsam, war der Ort über Jahrhunderte auf das Engste mit der Burg „Hanrowe“ verbunden, die zwischen 1180 und 1185 an der Heerstraße von Itzehoe nach Dithmarschen von Adolf III. (Schauenburg und Holstein) zum Schutz gegen die ständigen Einfälle aus der Bauernrepublik Dithmarschen errichtet wurde. Andere Quellen sprechen bereits von einem früheren Beginn des Burgbaus um 1145 unter Graf Adolf II. Historisch nachweisbar ist die Burg seit 1186.
Reste einer Burg im Gehöft „Keller“ sollen von einer noch älteren, kleineren Burg namens „Lindhorst“ stammen, deren Bauherr und Alter noch nicht bestimmt sind. Da es andernorts den gleichen Burgnamen gab und derartige Gründungen auf die Franken zurückgehen, ist nicht auszuschließen, dass schon die Franken eine solche erste Burg bei Hanerau-Hademarschen im 9. oder 10. Jahrhundert erbaut hatten, so um ihre Position gegenüber den Sachsen und/oder Dänen zu festigen. Der Name der Burg leitet sich vom Lindenbaum ab, dem heiligen Baum der Germanen, unter dem auch der Thing, die Rats- und Gerichtsverhandlungen, abgehalten wurden, oder aber von „Linthorst“, wo eine Verbindung zum Horst eines Lindwurms hergestellt werden könnte.
Bei jener Burg nahe Hanerau handelte es sich um eine der vielen, vom niederen Adel vor allem ab dem 10. Jahrhundert angelegten Motten, die dann, nach Errichtung der sehr nahe gelegenen vollwertigen Burg Hanrowe, nicht mehr gebraucht – oder nicht geduldet – wurde. Das Gehöft Keller lag unmittelbar an dem uralten, auch heute noch so genannten „Ochsenweg“, der von Heide und Meldorf über Itzehoe nach Hamburg führte. Es war die westliche von zwei Hauptverkehrsstraßen in Nord-Süd-Richtung, wo, daher die Namensgebung, vor allem Ochsen aus Jütland südwärts getrieben wurden, um in Hamburg und Wedel verkauft zu werden. Gerade in Wedel gab es einen bedeutenden Viehmarkt, der auch heute noch als „Ochsenmarkt“ abgehalten wird.
Die ersten Schauenburger Grafen dürften eingangs auf erheblichen Widerstand der lokalen Bevölkerung gestoßen sein. Die Region war auch zu jener Zeit des Hochmittelalters noch in sächsische autonome Gebiete aufgeteilt, die den früheren genossenschaftlichen Stammesstrukturen entsprachen, den Bodebezirken, denen ein Bode und mehreren solcher Bezirke ein Overbode vorstand, jeweils seinem Gau Holstein oder Stormarn, und der dem Volksadel entstammte. Diese Boden und die Bauern widersetzten sich den neuen Grafen in hohem Maße. So gehört auch Hademarschen noch 1248 einer solchen Bodschaft an, unter dem nahe Neumünster beheimateten Overboden, der das politische Amt mit militärischer und richterlicher Gewalt innehatte.
Geschichtsentscheidend für Holstein war die Schlacht bei Bornhöved (1227), die Adolf IV. in einer Koalition mit dem Bremer Erzbischof Gerhard II., Albrecht I., Heinrich I. (Schwerin), mit von den slawischen Wenden gestellten Rittern sowie einem Aufgebot der Stadt Lübeck gegen das Heer von Waldemar II. (Dänemark) gewann. Dadurch wurden die Dänen für die nächsten 233 Jahre aus Holstein verdrängt.
Zwischen 1200 und 1250 wurde in Hademarschen eine massive Steinkirche über der vormaligen kleinen Holzkirche erbaut. Vergleichbare romanische Baumerkmale jener Zeit in Norddeutschland verweisen auf die Zeit 1150–1200, neuere wissenschaftliche Erkenntnisse auf 1200–1250. Es ist fraglich, ob die wenigen Bauern und sonstigen Einwohner des Dorfes Hademarschen die Kirche aus eigener, so auch finanzieller Kraft bauen konnten. Eher wahrscheinlich ist, dass die Kirche gestiftet wurde. Der wahrscheinlichste Stifter wäre Graf Adolf IV., dessen Vater und/oder Großvater die Burg Hanrowe erbaut hatten, die somit zu seinem Besitz gehörte. Vielleicht war es ein Dank des Grafen an die Hademarscher, die vermutlich, seiner Burg Hanrowe angehörig, ein Aufgebot für die gewonnene Schlacht bei Bornhöved gestellt hatten. Zudem war er besonders gläubig, hatte in einer Bedrängnis in der Schlacht bei Bornhöved 1227 ein Gelübde abgelegt und zog sich darum am 13. August 1239 als Franziskaner in das von ihm in Kiel gegründete Marienkloster zurück. 1244 wurde er in Rom zum Priester geweiht. In diesen Jahren hatte er mehrere Kirchen gestiftet, darunter 1244/45 in Neukirchen (Ostholstein). Die Zeit nach 1227 beziehungsweise ab 1239 fällt auch noch in den vermuteten spätesten Zeitrahmen für den Hademarscher Kirchenbau. Bei Grabungen in jüngerer Zeit wurde im Fundament des ursprünglichen romanischen Chorbogens eine Münze aus dem Jahr 1225 gefunden, was darauf schließen lässt, dass der Kirchenbau kaum vor 1225 begonnen wurde.
Angesichts der Bedrohung ständiger Einfälle der Dithmarscher, und weil, bei plötzlichen Angriffen auf den Ort, die Burg Hanrowe als Zufluchtsort zu weit von Hademarschen entfernt war, wurde die Kirche von vornherein als Wehrkirche mit massiven Mauern und kleinen Fenstern ausgelegt, wie auch eine aus schweren Steinen aufgeschichtete Mauer um den gesamten Kirchhof herum, von der noch heute Reste vorhanden sind, eine erste Verteidigungslinie bildete. Die Hademarscher, insbesondere die Frauen, Kinder und Alten, dürften sich in den folgenden fünf bis sechs Jahrhunderten viele Male in den Schutz ihrer Kirche zurückgezogen haben, während die Männer gegen die vielen einfallenden feindlichen Horden und Heere kämpften.
Um etwa 1250 wurde ein kleines Kind mit blondem Haar im eingangs gebauten, später beseitigten Rundturm der Kirche begraben, umgeben von weißem Dünensand, dessen Überreste 2004 gefunden wurden. Etwa in der gleichen Zeit wurde ein Gipssockel für den Altar der Kirche gefertigt, in dem man, ebenfalls erst mehr als 750 Jahre später aufgefunden, noch deutliche Fußabdrücke von Kindern aus jener Zeit wahrnehmen konnte.
Aus dem ursprünglichen reinen Bauerndorf Hademarschen wurde ab dem 13. Jahrhundert ein typisch holsteinisches Kirchdorf. Der Ort wurde schon damals zum Mittelpunkt für eine Reihe umliegender kleinerer Dörfer, die zum Teil von Hademarschen ausgehend und auf Basis eingangs einzelner Gehöfte entstanden waren, und es siedelten sich in Hademarschen vermehrt Handwerker und Gewerbetreibende an. Vermutlich stammt der traditionsreiche und regional beliebte „Homarscher Markt“ schon aus jener Zeit.
Auch das alljährliche Vogelschießen folgt einer alten Tradition, die auf das Mittelalter zurückgeht (so wie erste derartige Feste mit Wettbewerben im Armbrust-Schießen bereits um 1285 aus Nürnberg und Augsburg bekannt waren).

## Spätmittelalter

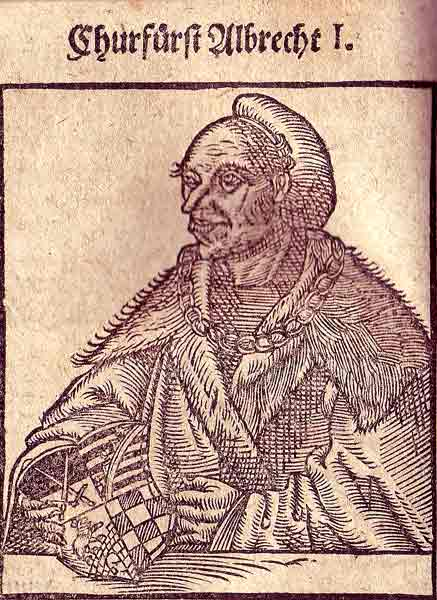
Herzog Albrecht I. von Sachsen (um 1175–1260 oder 1261)

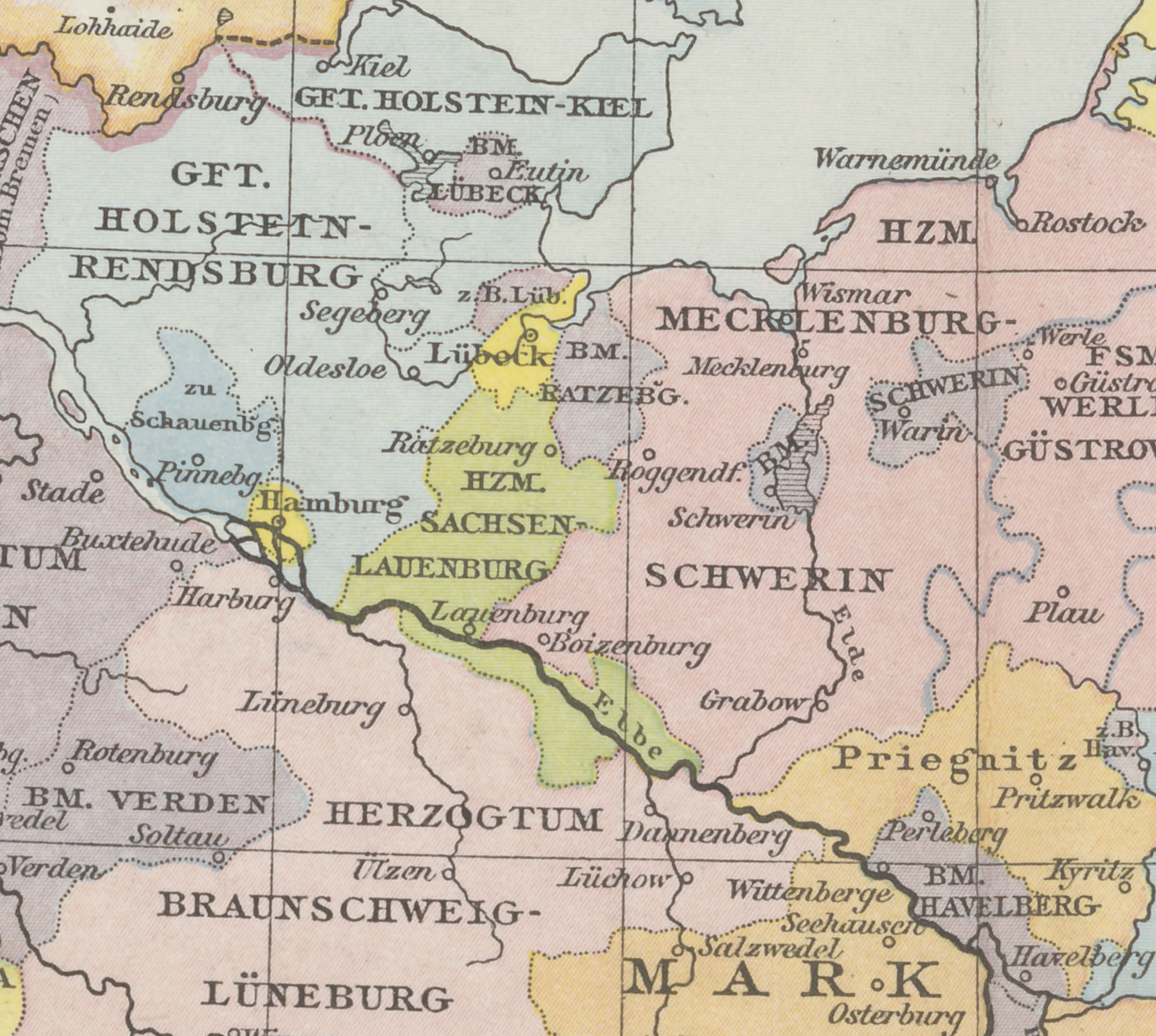
Herzogtum Sachsen-Lauenburg mit Grafschaft Holstein-Rendsburg, 1400

1261, nach dem Tod Herzog Albrechts I. von Sachsen, wurde die vormals einheitliche Grafschaft Holstein in unterschiedliche kleinere Grafschaften aufgeteilt, mit den Grafen von Schaumburg und Holstein als Hauptträger der Macht. Die Linie Holstein-Itzehoe existierte von 1261 bis 1300, die Linie Holstein-Rendsburg von 1300 bis 1459.
1280 erhielt Rendsburg das Stadtrecht, während andere Quellen von einem Stadtrecht möglicherweise bereits um 1239 sprechen. Tatsächlich wurde das Stadtrecht aber 1339 nochmals von Graf Gerhard dem Großen von Holstein-Rendsburg bestätigt, der Rendsburg auch ausgedehnte Ländereien zusprach. Bis heute ist Rendsburg Zentrum und Kreisstadt der Region um Hanerau-Hademarschen.
Nach 1304, als der seit 1290 regierende Heinrich I. Graf von Holstein-Rendsburg (* 1258; † 1304) verstarb, und anlässlich der Erbschaftsteilung 1312 zwischen seinen Söhnen, Gerhard III., der Große Graf von Holstein-Rendsburg und Herzog von Südjütland (geb. ca. 1293; † 1340), und Johann III., Graf von Holstein-Plön und Herr von Fehmarn (* ca. 1294; † 1359), erhielt ersterer die Burg Hanrowe und damit auch das Kirchspiel Hademarschen zugeschlagen. Graf Gerhard III. wird, zumindest in der deutschen (im Gegensatz zur dänischen) Geschichtsschreibung, eine erste, wenn auch nur vorübergehende Zusammenlegung der Landesteile Schleswig und Holstein zuerkannt.
Inwieweit Hademarschen von den Hungersnöten 1314 bis 1317 und erneut 1346 und 1347 betroffen war, die ganz Nordeuropa ergriffen, ist nicht bekannt.
Für 1317 gibt es eine erste urkundliche Erwähnung des Kirchspiels Hademarschen vom Presbyter Bremensis 1448 in seiner „Chronik Holsteins“.
1341, als erneut die Dithmarscher in Holstein einfielen, „zog Graf Nicolaus (auch Klaus oder Klaas, Sohn von Graf Gerhard III., und gerade erst 20 Jahre alt), mit einigen Rittern und dem Landsturme aus diesem Kirchspiele und aus Schenefeld (vermutlich von seiner Burg Itzehoe) ihnen entgegen und schlug sie an einem Orte namens Tipperslo (?), welcher zwischen diesem Dorfe (Hademarschen) und Schenefeld lag“. Die dazugehörige Sage, 1845 von Karl Müllenhoff festgehalten, berichtete Folgendes: „brachte er in Eile nur dreißig Reiter aus seinem Hofgesinde auf und ließ die Bauern in der Nähe aus der Wilstermarsch und Hademarschen aufbieten, die willig folgten, und zog dem Feinde nach. Zuvor aber schickte er einen Kundschafter aus. Als dieser wieder zurückkam, sagte er, der Feinde seien so viele, daß es unmöglich sei, sie zu schlagen. »Barmherziger Gott«, rief da der Graf nach seiner Gewohnheit aus, »wie erschreckst du uns doch so! folget mir nach, wir müssen doch sehn, wer die sind, die uns unser Gut stehlen.« Als sie nun den Dithmarschen nahe kamen, standen diese und hatten ihre Spieße in die Erde gesteckt und ließen die Spitzen sehen. Da hub Graf Klaas an: »Da sind die Metzen, die tanzen alle; lasset uns fröhlich alle den Reigen treten. Wird aber jemand ausdrehen und nicht mit in der Reihe bleiben, der soll nicht wert sein, daß wir ihn ferner unter uns leiden.« Und also ging es an den Tanz. Der Graf setzet seinen Spieß an und rennt auf die Dithmarschen zu; desgleichen taten seine Diener und die Bauern. Da war ein starker Dithmarsche in einer gestickten bunten Jacke. Den ersah sich der Graf und kämpfte eine Weile mit ihm. Endlich schlug er mit dem Schwerte ihn mitten voneinander, in einem Hiebe vom Kopfe bis zum Sattel. So wurden die Dithmarschen überwunden und flohen, obwohl sie die Übermacht waren.“
Die Überfälle der Dithmarscher auf Hanrowe und Hademarschen sollten jedoch noch weitere mehr als 200 Jahre währen.
1403 wurde die Burg Hanrowe angesichts der Streitigkeiten mit den Dithmarschern auf Veranlassung von Herzog Erich IV. von Sachsen-Lauenburg (* 1354; † 1411) erneut stark befestigt, so dass sie noch über zwei weitere Jahrhunderte allen Angriffen aus Dithmarschen zu trotzen vermochte.
Bis etwa 1450 gehörten zum Bezirk der Burg Hanrowe die Kirchspiele Hademarschen und Schenefeld, später nur noch Hademarschen.
1459 starb Graf Adolf VIII. ohne Kinder zu hinterlassen, womit die Schaunburger Herrschaft über Holstein und damit auch die Burg Hanrowe und Hademarschen endete.
1460 wurde im Vertrag von Ripen vereinbart, dass der dem Haus Oldenburg entstammende dänische König Christian I. „aus Gunst zu seiner Person“ zum Herzog von Schleswig und Graf von Holstein gewählt wurde. Damit waren erstmals Schleswig und Holstein miteinander, und mit Dänemark in Personalunion, verbunden.
1464 findet sich eine erste Erwähnung der Zollstelle bei der Burg Hanrowe.
1474 wird die vormalige Grafschaft Holstein Herzogtum.
1482 ging Hanrowe, anlässlich der Teilung der Herzogtümer und Grafschaften zwischen dem dänischen König Johann I. und Herzog Friedrich, dem späteren dänischen König Friedrich I. (Dänemark und Norwegen), vorerst an Ersteren.

## Frühe Neuzeit

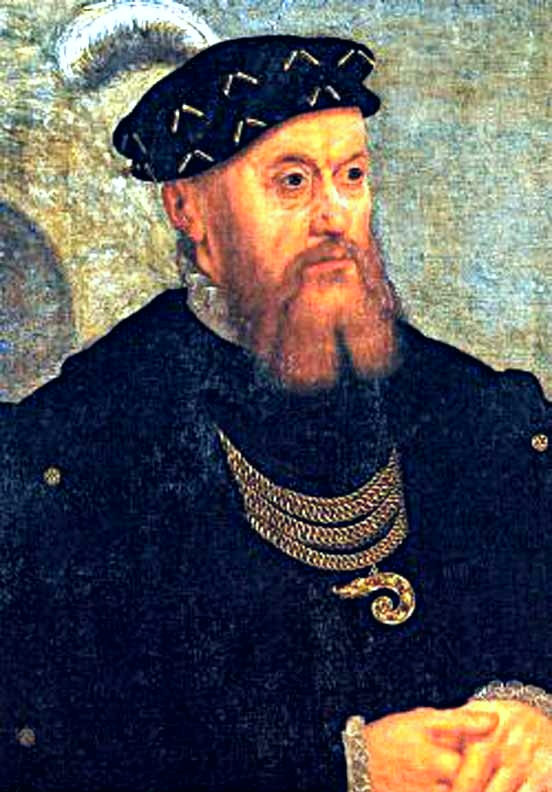
Christian III von Dänemark und Norwegen, 1503–1559

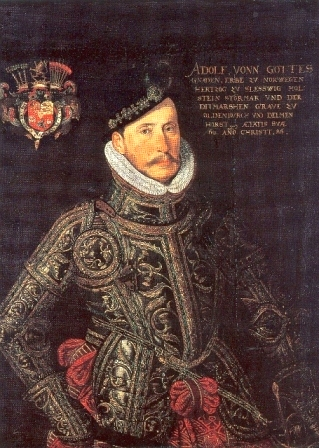
Herzog Adolf I. von Schleswig-Holstein-Gottorf, 1526–1586

1525 verkaufte der dänische König Friedrich I. (* 7. Oktober 1471 in Hadersleben; † 10. April 1533 in Gottorf) Hanrowe an Clement (Clemens) von der Wisch, das damit in ein adeliges Lehngut umgewandelt wurde. Zur Burg gehörte auch das Kirchspiel Hademarschen.
1542 führte der dänische König Christian III. auf Basis der neuen Kirchenordnung von Johannes Bugenhagen die Reformation in Dänemark und Schleswig-Holstein ein, womit auch die Hademarscher Kirche protestantisch wurde.
1544 brach der König den Vertrag von Ripen und übergab Teile der schleswig-holsteinischen Herzogtümer an seine jüngeren Halbbrüder Johann und Adolf I., wodurch die Teilherzogtümer Schleswig-Holstein-Gottorf und Schleswig-Holstein-Hadersleben entstanden.
Noch bis 1546 wurden jährliche Versammlungen des Thing der Sachsen in Holstein abgehalten, an der vermutlich auch die Hademarscher mit ihren Satrapen teilnahmen.
1557 erhielt Cay Rantzau zu Klethkamp, Amtmann zu Trittau, den Lehnsbrief für Hanrowe und Hademarschen.
1559, nachdem das Kirchspiel Hademarschen oft unter den Überfällen der Dithmarscher zu leiden hatte und die Burg Hanrowe nahezu 300 Jahre als Bollwerk und Operationsbasis im Brennpunkt der Kämpfe stand, von den Dithmarschern „die geballte Faust“ und von den Holsten „Hanerouwe dat Slot vor Dithmarschen“ genannt, wurden die Dithmarscher endgültig in der Letzten Fehde bezwungen. Historische Quellen berichten von einem 18.000 Mann starken Heer auf Seiten der Koalition zwischen Herzog Adolf I. von Gottorf und seinem Neffen, dem dänischen König Friedrich II., gegen ein Aufgebot von 12.000 bewaffneten Bauern und Knechten der Dithmarscher. Die Bauernrepublik Dithmarschen wurde danach aufgelöst und zwischen den deutschen Adeligen und dem dänischen König aufgeteilt, verlor seine Einheit und stellte keine Bedrohung für Hademarschen mehr dar. Somit verlor auch die Burg Hanrowe nach 1559 ihre vormals strategische Bedeutung, jedoch blieben drei Kirchspiele in Dithmarschen der Burg Hanrowe zinspflichtig und mussten „thor Unterholdung des Huses Hanrouw“ regelmäßig Getreide und Haustiere abliefern.
Auf einer in 1559 erstellten Landkarte des Marcus Jordanus von Schleswig und Holstein wird „Hanrow“, als Burg gezeichnet, erwähnt aber nicht den Ort Hademarschen, was darin begründet sein dürfte, dass das Gebiet der Burg das Kirchspiel Hademarschen einschloss.
1560 verstarb Cay Rantzau und sein Sohn Moritz Rantzau zu Holtenklinken erbte Hanrowe.
1591 kam Cay Rantzau zu Satrupholm, Amtmann zu Apenrade, in den Besitz der Burg Hanrowe, dem „endlich 1601 verstattet worden, auf Königl. Grunde bey dem neuen Wege ein klein Wacht-Haus (oder Kate wie es der König in seiner Concession nennet) zu bauen, und darin einen Mann zu halten, und die Frembden von dem Wege abzuhalten, oder sie zur Zahlung des Hanerauer Zolls zu nöthigen. Bey welchem Hause Cay Rantzau propriomotu einen großen Schlagbaum aufgerichtet, welchen die Dithmarscher, wie sie nach Itzehoe gereiset, mit Behendigkeit abgeworffen, weshalb beyderseits viel Streitigkeit entstanden…“. Dieser Streit sollte noch drei Jahrzehnte währen, mit vielen Eingaben beider Seiten bei Herzog und König, bis endlich 1634 die Dithmarscher ihre Zollfreiheit an dieser Stelle vom dänischen König zugesprochen bekamen und „dass der Schlagbaum wieder abgebrochen worden“.

## 1600 bis 1649

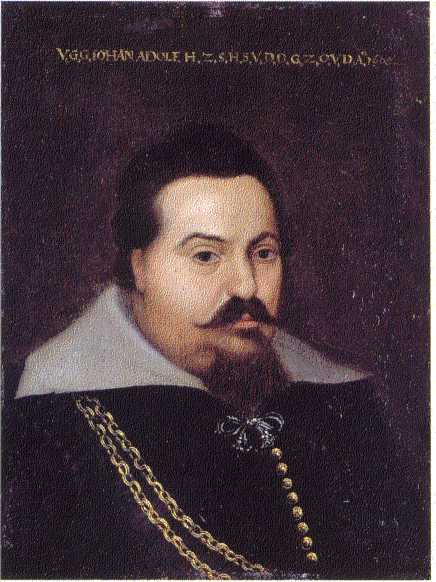
Johann Adolf, Bischof von Bremen und Hamburg, Fürstbischof von Lübeck, Herzog von Schleswig-Holstein-Gottorf, 1575–1616

Von 1601 bis 1868 fungierte das Wirtshaus in Hohenhörn bei Bendorf (Holstein) als die südwestlichste Zollstelle der Burg Hanrowe.
Am 9. April 1607 verstarb Cay Rantzau, Lehnsmann auf Hanrowe, ohne männliche Erben, woraufhin die Burg Hanrowe, das dazugehörige Gut und das Kirchspiel Hademarschen an seine drei Brüder, Statthalter Franz Rantzau, Reichsrat Breide Rantzau und den Geheimrat Geert Rantzau, fielen, wie vom (ersten protestantischen) Fürstbischof zu Lübeck und späteren Herzog von Schleswig-Holstein-Gottorf Johann Adolf (* 27. Februar 1575; † 31. März 1616) am 16. November 1607 bestätigt.
1608 wurde Cay Rantzaus Schwiegersohn, Heinrich Rantzau zu Neuhaus, mit dem Gut Hanerau belehnt.
1616 hatte Hademarschen 7 Hufner (große Bauern), 5 Kätner (mittlere Bauern), 22 „Freileute“ (Handwerker mit etwas Land) und 13 Inste (Leute ohne eigenes Haus, die zur Miete wohnten). Die Frauen und Kinder aller Genannten sowie die Knechte und Mägde der Bauern wurden nicht erwähnt. So kann auf eine Bevölkerung Hademarschens (ohne die Burg Hanrowe und die anderen Dörfer des Kirchspiels) von etwa 300 Einwohnern geschlossen werden.
1621 wird im Kirchenbuch erstmals eine St.-Jakobs-Gilde in Hademarschen erwähnt. Dieser Art Gilden waren „Freundschaften“ oder „Vetternschaften“ vorausgegangen, wo es sich um Versicherungen auf Gegenseitigkeit handelte, bei denen feste Beiträge, zumeist berechnet auf Basis des jeweiligen Eigentums der Mitglieder, wie Haus und Vieh, eingezahlt wurden, um im individuellen Schadensfall, wie beispielsweise bei Brand oder Viehseuche, für einen solchen aufzukommen. Die sich im Laufe des 16. Jahrhunderts daraus entwickelnden Gilden führten ein reges Vereinsleben, und das übliche „Zechen“ und sonstige „Ausschreitungen“ (in den Augen der Obrigkeit) führten dazu, dass man in Holstein ab etwa 1630 versuchte die Gilden zahlenmäßig einzuschränken. Aus diesem Jahr stammt auch eine Denkschrift des Amtmannes zu Hanerau, die Folgendes anordnete: „Es sei erforderlich, daß im ganzen Gute (gemeint war das Gut Hanerau mit dem Kirchspiel Hademarschen) nur eine Gilde sey, und die andern Knipgilde sembtlich, soviele deren bishero gewest seien, abgeschafft werden und dagegen eine Gilde wieder angeordnet werden muß, in Betrachtung, wenn nur eine Gilde gehalten wirt und dan einem ein Unglück (das doch Godt gnediglich verhüten und abwenden wolle) Zukeme, könne derselben alßdann bald wiederumb gehulfen werden.“
Am 24. Dezember 1624 trat die erste dänische Postordnung in Kraft, die Schleswig-Holstein einschloss, somit auch für Hademarschen galt.
1626 griff Dänemark erstmals in die Kampfhandlungen des schon seit 1618 währenden Dreißigjährigen Krieges ein. Bis dahin waren Schleswig und Holstein noch verschont geblieben. Ab diesem Zeitpunkt litten sie jedoch genau wie die umliegenden Ländereien und Staaten unter den Kriegswirren.
Beginnend mit Wallenstein in der Zeit 1627–1629, hatten die Hademarscher, nach der Unterwerfung der Dithmarscher knapp 70 Jahre zuvor, erneut unter den Einfällen feindlicher Heere zu leiden.
1630 gilt als gesichertes Gründungsjahr der Kornwassermühle im späteren Hanerau. Vermutlich ist sie aber noch deutlich älter.
Für 1630 und 1652 finden sich erste Erwähnungen des alljährlich am 20. Oktober stattfindenden „Kram, Vieh- und Pferdemarktes“, der aber sicherlich deutlich älter ist. Abgesehen von seiner wirtschaftlichen Bedeutung war er für die Hademarscher „das größte Fest nach Weihnachten“. Zum „Homarscher Markt“ strömten die Menschen aus den umliegenden Dörfern nach Hademarschen und es wurde in den Sälen (oder wie es lokal heißt: „auf“ den Sälen) der über lange Zeiten und bis ins 19. und 20. Jahrhundert bestehenden Gasthöfe (Tiessen, Nottelmann, Krohn, Feldhusen und Seeler) getanzt. Zudem hatten alle am Markt wie auch entlang der Straße „Im Kloster“ liegenden Haushalte das Recht, Tanz abzuhalten und Alkohol auszuschenken.
1633 wurde das Gut Hanerau erneut an den dänischen König verkauft, der es zum Amt Rendsburg legte.
1634 wurde in Hademarschen die St.-Vitus-Gilde als Brandgilde gegründet, deren Geltungsbereich das Gut Hanerau war, entsprechend dem Kirchspiel Hademarschen. Die Führung der Gilde oblag zwei „Älterleuten“ und zwölf „Schaffern“ oder „Aufwärtern“. Die Mitglieder nannten sich damals wie auch heute noch „Gildebrüder“. In den Satzungen wurden in den ersten Artikeln die Richtlinien über die Behandlung der Brand-Schadensfälle festgelegt. Die meisten, weiteren Artikel befassen sich hingegen mit dem Vogelschießen, welches nach den Gelagen und der Besprechung der geschäftlichen Themen abgehalten wurde. Auf einer alten Katasterkarte ist eine Fläche, nahe dem Meiereiteich, mit dem Namen „Vogelstand“ eingetragen. Es wurde nach strengen Regeln geschossen. In einem Artikel der Gilde von 1812 hieß es: „Die Schützen müssen im Schießen eine richtige Ordnung beobachten und nach der Reihe, welche ihr Loos anzeigt, schießen. Keinem ist daher erlaubt, außer seiner Reihe, ohne Erlaubniß zu schießen, bei Strafe einer Tonne Bier an die Gilde.“ Der Schützenkönig wurde mit dem „Halsgeschmeide“ geschmückt und wurde für drei Jahre von allen Schadens- und Kostenbeiträgen befreit. Nach dem Schießen gingen die Gildebrüder mit ihren Ehefrauen in das Gildehaus, wo auf Kosten der Gilde das „Gildebier“ getrunken wurde. In einem weiteren Artikel der Satzung hieß es: „Sollte aber jemand wider Verhoffen bei der Vogelstange oder im Gildehaus die Ruhe stören und Streit und Zank anfangen, so hat er deswegen eine Tonne Bier an die Gilde verwirkt.“ Es gab noch weitere Artikel, die auf eben solche „Tonnen Bier“ verwiesen bzw. diese unter gewissen Umständen einforderten. Das Gelage der noch heute bestehenden Gilde wird alljährlich am Tag des Heiligen St. Vitus, dem 15. Juni, abgehalten. St. Vitus ist u. a. der Schutzpatron der Haustiere und auch der Bierbrauer.
1637 gewährte der dänische König Christian IV. (Dänemark und Norwegen) der Burg Hanrowe gemäß Zollrolle die Erhebung von „Passagezoll“, für die eine Zollstelle im Wirtshaus, komplett mit Schlagbaum, neben der Wassermühle eingerichtet wurde. Jeder durchziehende Händler, Viehtreiber oder andere ortsfremde Passierende mussten Wegezoll entrichten. Die Einnahmen kamen dem Burgherrn zugute.

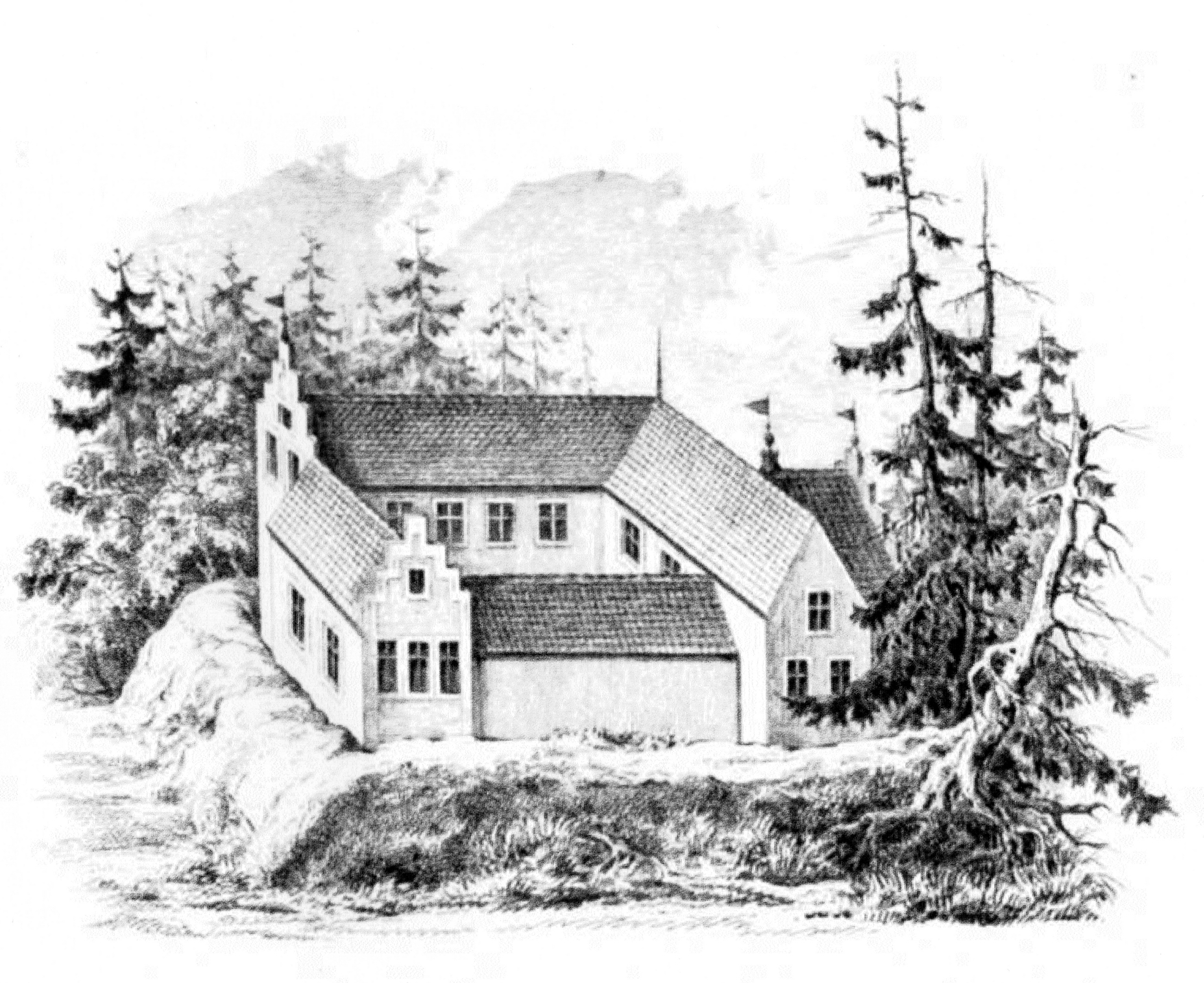
Burg Hanerau vor ihrer Zerstörung 1644 (Skizze 1862, hier vierflügelig geschlossen)

Der Dreißigjährige Krieg in Schleswig und Holstein wurde 1629 durch den Frieden von Lübeck vorerst beendet. Hademarschen hatte bis dahin im Vergleich zu an deren Landesteilen kaum unter Verwüstungen gelitten. Ab 1643 wurde die Region jedoch durch den Torstenssonkrieg erneut in die Kampfhandlungen hineingezogen und diesmal auch stark verwüstet. So plünderten die Schweden am 28. Mai 1644 das Dorf Hademarschen und zerstörten die Burg Hanrowe. Die Schweden blieben bis 1645 im Ort.
Aus dem frühen 16. Jahrhundert existiert eine nicht genauer datierte Zeichnung, die einen rechteckigen, dreiflügelig-offenen Bau der Burg Hanrowe vor ihrer Zerstörung zeigt. Nach 1645 wurde die Burginsel, die durch den Wegfall der Zugbrücke zur Halbinsel geworden war, in rechteckiger Form aufgeschüttet und auf die heutige Größe erweitert. Mit der Zugbrücke hatte man sich ursprünglich davor schützen wollen, ähnlich wie Rendsburg, Itzehoe und andere Kleinstädte, wiederholt geplündert oder gar dauerhaft besetzt zu werden.

## 1650 bis 1699
1658 bis 1660 fielen Polen und Brandenburger in Hademarschen ein und marodierten das Dorf, welches sodann komplett niedergebrannt wurde.
Von 1663 bis 1668 wirkte Pastor Martin Hake, genannt „der Zweite“. Er hatte die Aufgabe von seinem Vater gleichen Namens übernommen, der lange 44 Jahre in Hademarschen gepredigt hatte.
Am 26. Juli 1664 wurde das Gut Hanerau erneut vom dänischen König verkauft, diesmal an Admiralitätsrat Paul von Klingenberg. Dieser ließ die Reste der 1644 verbrannten Burg schleifen und baute ein neues Herrenhaus ohne Wehrmauern. Die landwirtschaftlichen Hofgebäude der ehemaligen Burg lagen damals noch im Ortsteil Keller, wurden abgebrochen und nach Hanerau verlegt. Der vom Gartenbau begeisterte Gutsherr legte auf der durch Aufschüttung erweiterten Gutsinsel den Neuen Garten in Form eines barocken Lustgartens an. Der Garten wurde „zu einem der berühmtesten Gärten in ganz Nordeuropa“.
1671 hatte der Gutsbesitzer Paul von Klingenberg die Orgel der Hademarscher Kirche reparieren und mit neuen Bälgen versehen lassen. Die Orgel muss vor 1600 gebaut worden sein. Sie diente den Hademarschern nahezu 300 Jahre, bevor sie 1892 durch eine Neue ersetzt wurde.
1689/90 ging Klingenberg in Konkurs. Hanerau wurde wieder von der dänischen Krone übernommen. 1693 wurde der Landbesitz des Gutes Hanerau um etwa ein Drittel reduziert, und am 21. November 1699 von König Friedrich IV. zu einem freien adeligen Allodialgut erklärt.
Die Tatsache, dass Hanerau Adeliges Gut war, bedeutete nicht, dass die Einwohner des Kirchspiels Hademarschen zu Leibeigenen herabgedrückt wurden. Sie blieben freie Eigentümer ihres Bodens, und der Gutsherr übernahm lediglich die obrigkeitlichen Funktionen, die vorher der Burgvogt, als Vertreter des Landesherrn, innehatte, so betreffend Amtseigenschaft, Wasser- und Holzrechten, Erhebung von Straßenzoll (nahe der Wassermühle und an anderen Überlandwegen) und Steuern der Hademarscher, wie auch die Gerichtsbarkeit.

## 1700 bis 1749
Inzwischen war das Gut Hanerau von Cay Rumohr übernommen worden und wurde 1702 an Benedict von Ahlefeldt zu Bothkamp und Quarnbek verkauft, der es 1709 wiederum an Claus Rumohr verkaufte.
1713 fielen die Schweden, Sachsen und Russen in Hademarschen ein und Einquartierungen, Plünderungen und hohe Kriegssteuern ließen die Hademarscher völlig verelenden. Drei der sieben großen Bauernhöfe und mehrere kleine wurden von ihren Besitzern, soweit diese nicht umgekommen waren, verlassen und wurden „wüst“. Nach Abzug der Besetzer verpachtete die Gutsherrschaft jenes Land an die anderen Bauern, die dann im Laufe des 18. Jahrhunderts auch deren rechtmäßige Eigentümer wurden.
Erst ab 1720 trat eine langsame Besserung für die Bewohner von Hademarschen ein und es folgte eine ausgedehnte Friedenszeit.
1723 erbte die Witwe von Claus Rumohr, Benedicta Margaretha Rumohr, geborene Buchwaldt, das Gut und blieb bis 1744 Gutsherrin. Sie wurde wegen ihrer Strenge und „eigennützigen und ungerechten Art“ von den Hademarscher Bauern gehasst und gefürchtet. So wurde sie auch mit folgender überlieferten Sage von der „Weißen Frau“ in Verbindung gebracht, die sich um das aus der Burg Hanrowe hervorgegangene Gut Hanerau rankt:
„Einer ihrer Vorweser hatte der Hademarscher Kirche einen großen Teil des Geheges, das Rehas (heute: Rehers) genannt wird, geschenkt und darüber ein Dokument ausgestellt. Da ging eines Tages nun die Frau zum Prediger und bat ihn, ihr einmal das Dokument zu zeigen. Der Prediger, nichts Arges ahnend, tut ihr den Gefallen. Aber kaum hatte sie das Papier in Händen, so vernichtet sie es und nahm darauf wieder den Teil des Geheges in ihren Besitz. Natürlich führte die Kirche Klage, aber das Dokument fehlte, und die Frau tat einen Eid. So gewann sie ihren Prozess. Aber seit ihrem Tode muss sie nun zwischen der Kirche und dem Gehege wandeln, und alle sieben Jahre lässt sie sich auf dem Wege sehen.“ Auch soll die Frau „bei Vollmond sich zwischen Himmel und Erde schwebend zeigen“.
1724 stiftete die wohlhabende Hademarscher Witwe Margarethe Stolpe einen neuen Altar für die Kirche, der über mehr als zwei Jahrhunderte bis zur Renovierung der Kirche 1963 verwendet wurde.
1738 errichtete Bauer Nottelmann seinen Hof in Hademarschen am unteren Ende der heutigen Bahnhofstraße. Das Gebäude stand dort fast 250 Jahre, bis es dem Bau eines Einkaufszentrums wich. Die unmittelbar dahinterliegenden Felder zwischen Bahnhofstraße, Mühlenweg und Bismarckstraße wurden nach dem Zweiten Weltkrieg durch Beseitigung dazwischen liegender „Knicks“ zu einem großen Feld von mehr als 4 ha zusammengefügt und werden, direkt am Ortskern liegend, auch weiterhin landwirtschaftlich genutzt.
1748/49 wurde die Kirche in Hademarschen vom Landesbaumeister Georg Schott aus Heide, bis auf die aus großen Findlingen gebauten Grundmauern im romanischen Stil, nahezu neu aufgebaut und erhielt ein Walmdach und einen achtseitigen Dachturm.
Um die Mitte des 18. Jahrhunderts schenkte die „Oberstin“ Dorothea von Aderkass, geborene von Rumohr, der Hademarscher Kirche ein Kapital von 1.000 Talern, von deren Zinsen jeweils die eine Hälfte dem Prediger zur weiteren Verwendung, die andere Hälfte den Armen des Gutes Hanerau gegeben wurde. Zur Wahl des Predigers „präsentierte“ in jener Zeit der Gutsbesitzer, das bedeutete er nominierte den oder die Kandidaten, und die Gemeinde wählte.

## 1750 bis 1799
„Anno 1750“ stand auf einer alten Tür in der Hademarscher Kirche. Darüber waren die Insignien von Johann Rudolph von Rumohr, mit einer fünfzackigen Krone, angebracht. Darunter war zu lesen: „Spes Altera Vitae“ („Die Hoffnung ist die andere Seite des Lebens“).
1764 erbte der „Conferenzrath“ Johann Rudolph von Rumohr das Gut Hanerau von seiner Mutter.
1777 verkauften die Rumohrs, mit denen die Einwohner des Kirchspiels Hademarschen eine Reihe von erbitterten Rechtsstreitigkeiten geführt hatten, im Zuge derer die Hademarscher stets Recht zugesprochen bekamen, das Gut Hanerau erneut an den dänischen König Christian VII., der das Gut Hanerau und das Kirchspiel Hademarschen dem Amt Rendsburg unterstellte.
Während dieser „königlichen Zeit“ wurde in den Jahren 1779 bis 1787 in Hademarschen eine Flurbereinigung, die in Holstein so genannte Verkoppelung, durchgeführt, im Rahmen derer vormals schlecht zu bewirtschaftende schmale Landstücke einzelner Bauern ausgetauscht und „verkoppelt“ wurden, sodann mit Erdwällen („Knicks“) eingerahmt und begrenzt. In dieser Zeit entstand die für diesen Landstrich so typische Knicklandschaft. Gleichzeitig mit der Verkoppelung wurden große Teile der Ländereien des Gutes Hanerau parzelliert und verkauft. Zudem wurde der südlich von Hademarschen gelegene „Viert“-Wald, der vormals, wie alle Waldungen im Kirchspiel, Eigentum des Gutshofes war, als „Bondenschiften“ unter allen gutsuntergehörigen Dörfern verteilt.
Am 19. April 1784 wurde Hanerau dem Erbprinzen und späteren dänischen König Friedrich VI. übertragen.
1789 wurde das Gut Hanerau an den „General-Kriegscommissair“ Hassler als Lehen gegeben, vermutlich auf Grund seiner Dienste für das dänische Königshaus.
1792 wurden die Parzellen der vormals zum Gut Hanerau gehörigen Meierhöfe Bokhorst, Oldenbüttel, Bokelhop und „Schleuse“ öffentlich verkauft. Zu den genannten Parzellen gehörten eingetragene, genau festgelegte „Mannssitze“ und „Frauenssitze“ in der Hademarscher Kirche, die durch einen Mittelgang getrennt waren, mit spezifizierten Sitzplatznummern in drei unterschiedlichen Sektionen, „oben auf der Hengelkammer“ (gemeint war eine von der Decke hängende Empore), „unten“ und „in der abgekleideten Stelle“. Im selben Jahr wurde das Haus des Holzvogts in Hanerau erbaut.
1799 verkaufte der dänische König das nach der Flurbereinigung verbliebene Restgut Hanerau erneut, diesmal an den Württemberger Johann Wilhelm Mannhardt, der „das Gut sehr verschönte“. Ebenfalls aus dem Jahr 1799 stammt eine Skizze betitelt „Der Schlosshof des adeligen Kanzleiguts Hanerau“.

## 1800 bis 1849

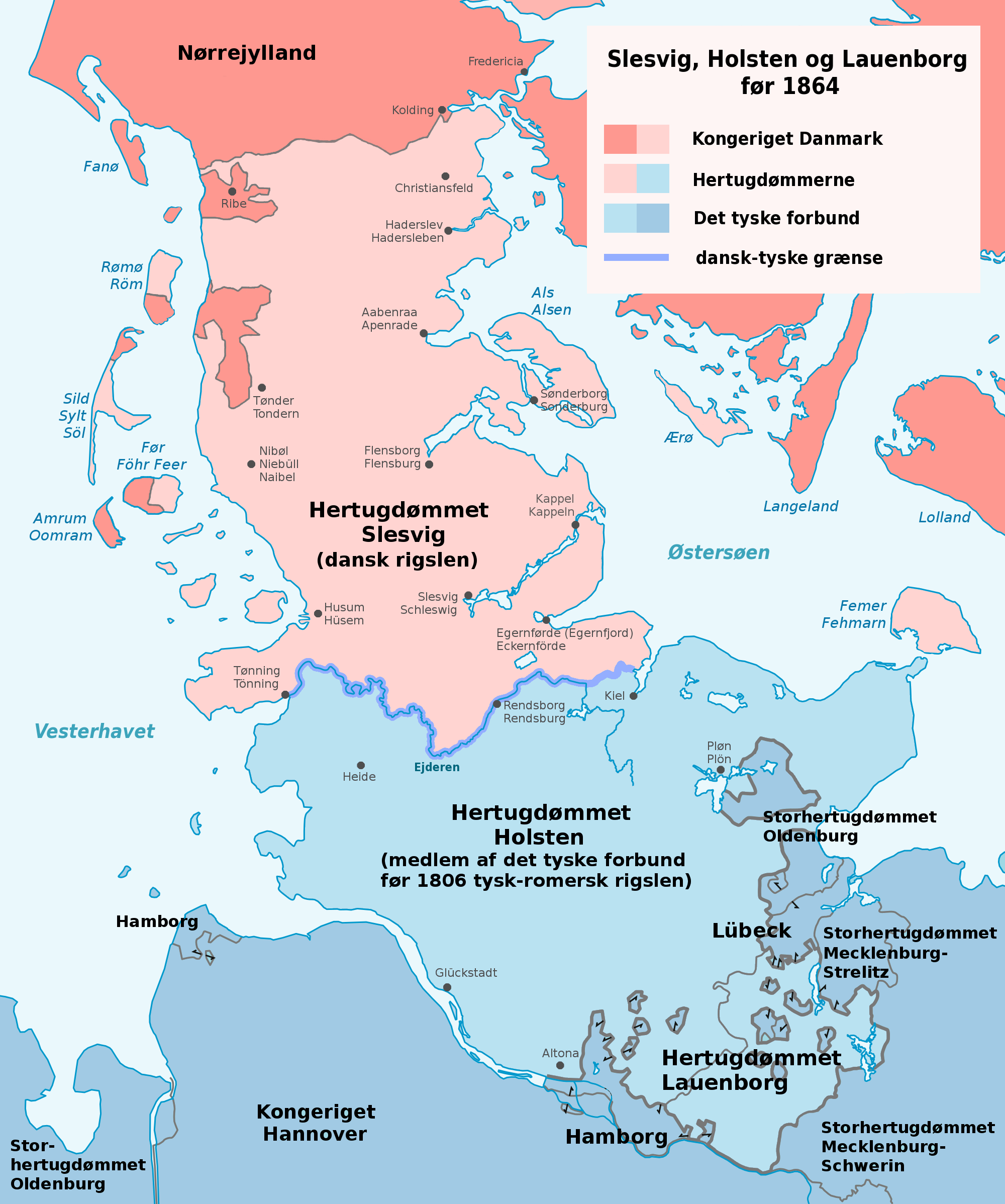
Herzogtümer Schleswig und Holstein vor dem Deutsch-Dänischen Krieg

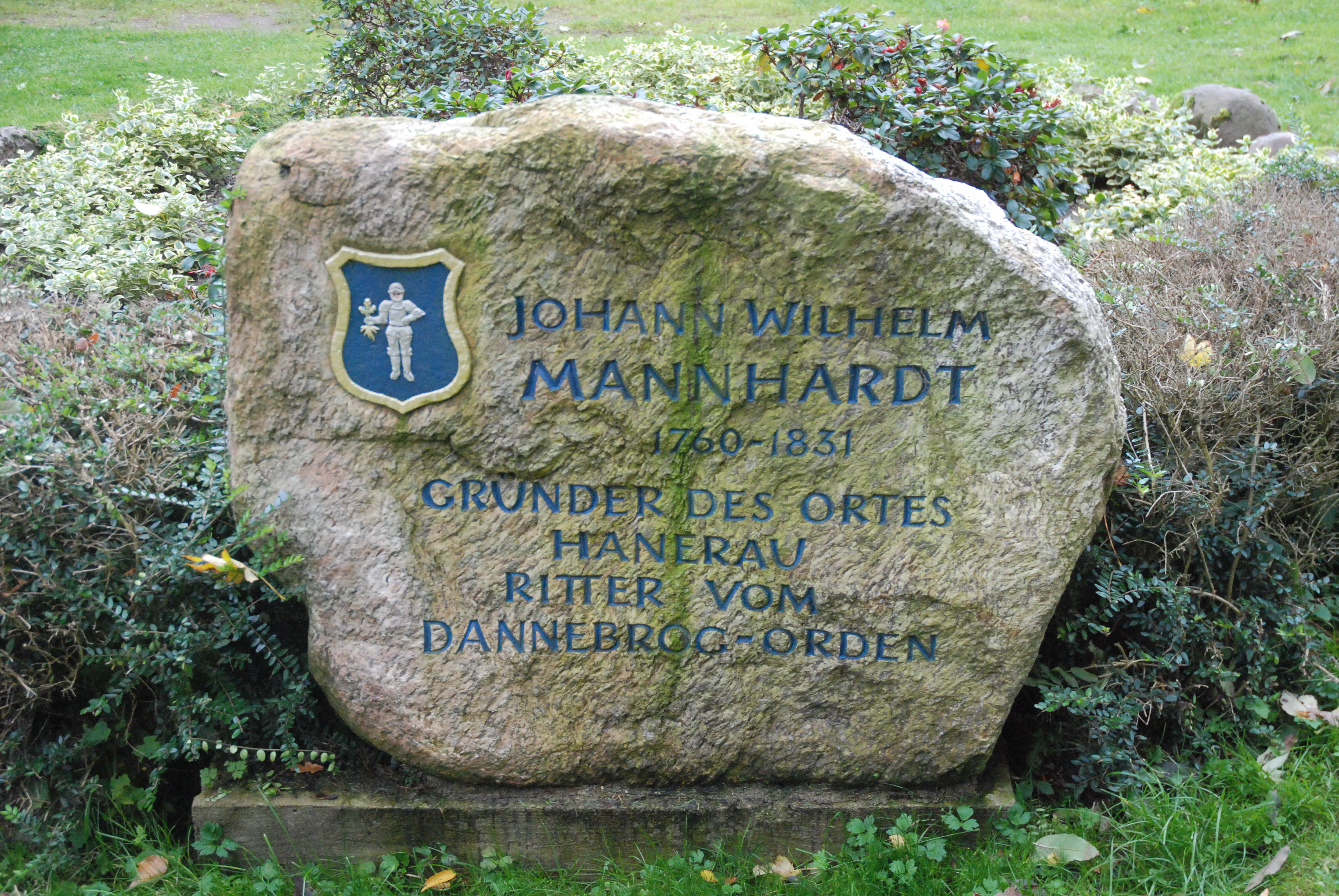
Gedenkstein zu Ehren des Gründers von Hanerau, Johann Wilhelm Mannhardt

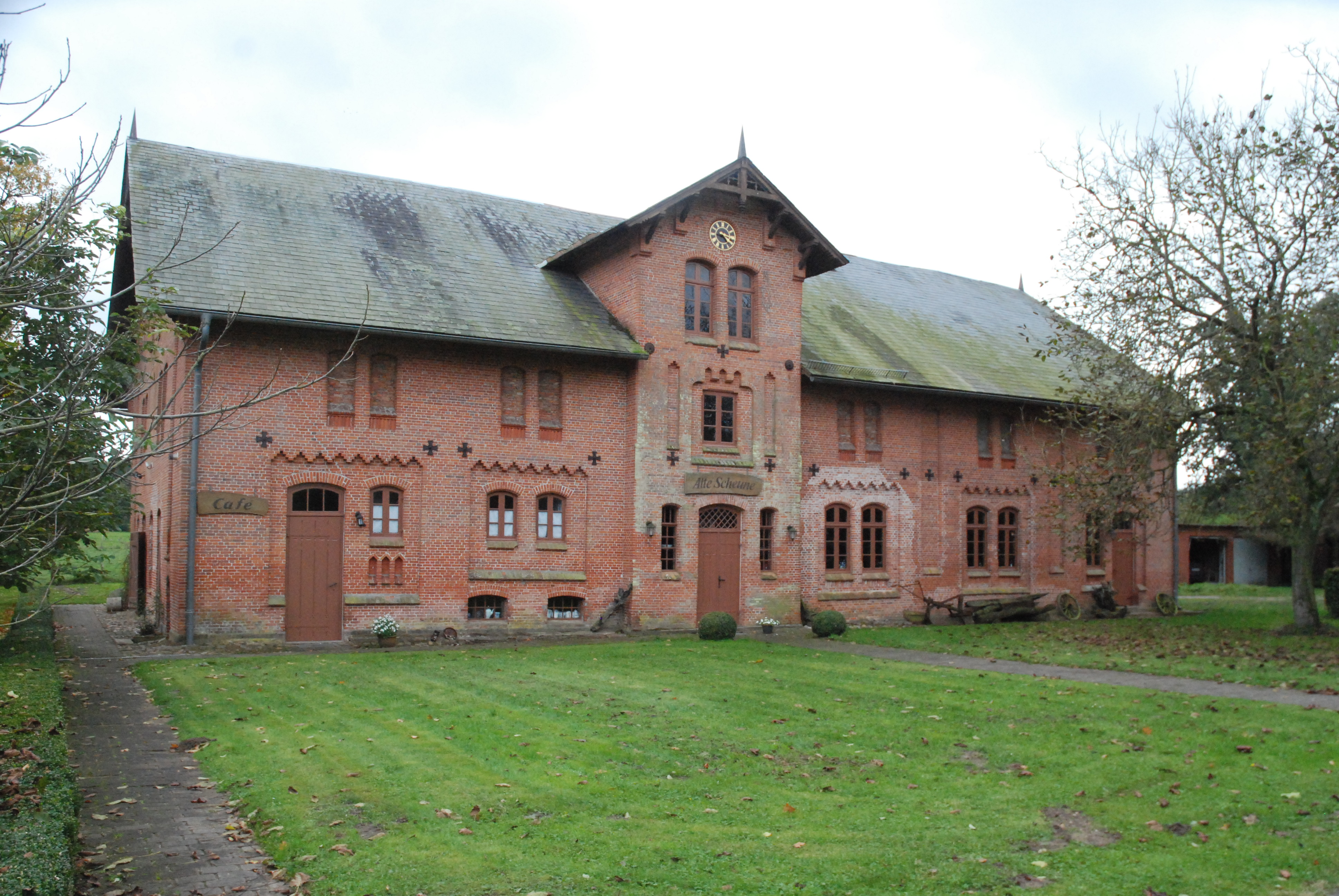
„Alte Scheune“ Gut Hanerau (2012)

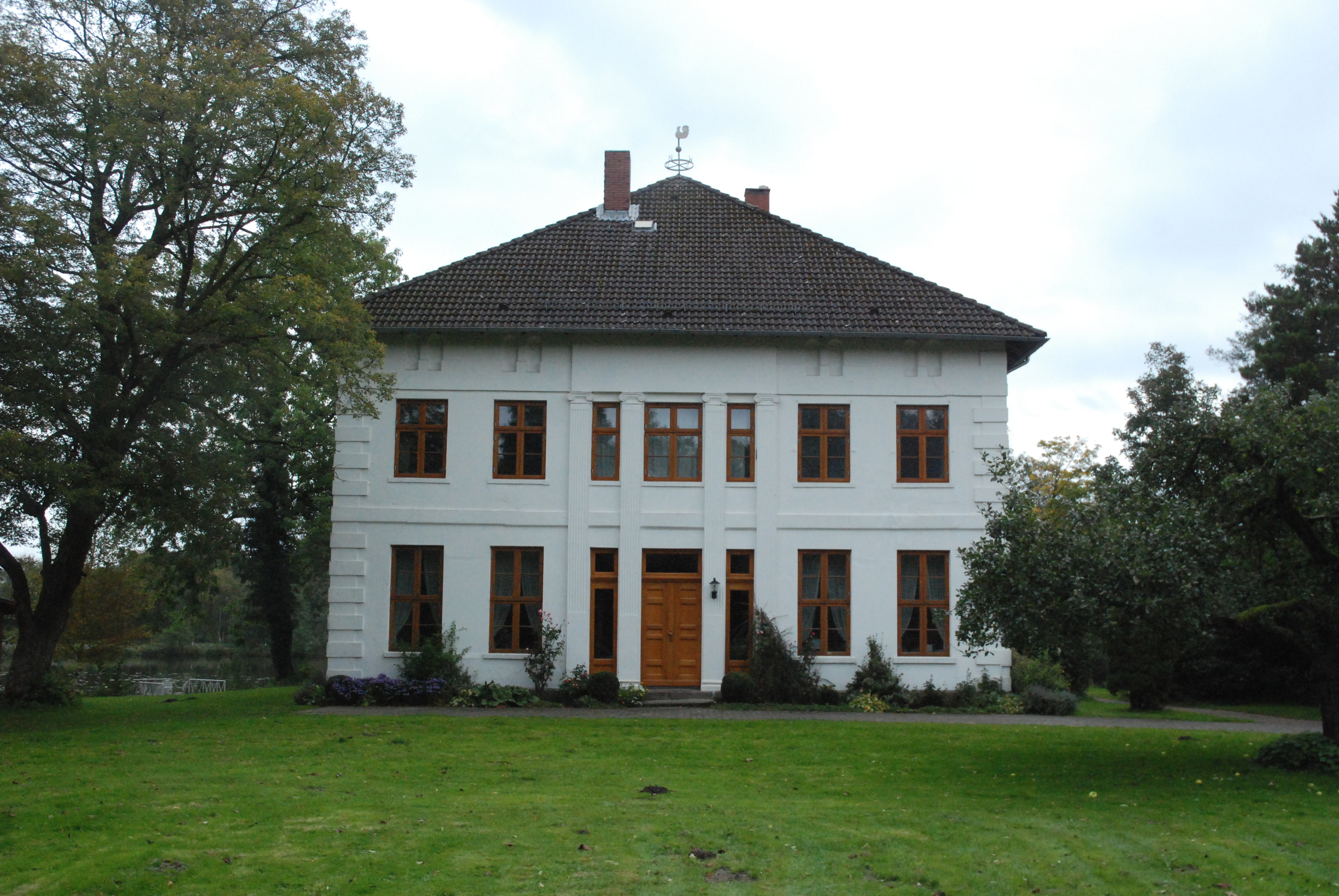
Gutshaus Hanerau (2012)

Hanerau umfasste um 1800 neben dem Gut lediglich die Wassermühle, ein Wirtshaus, welches zugleich als Zollhaus fungierte, sowie das Haus des Holzvogts. Nachdem der aus Württemberg zugezogene Johann Wilhelm Mannhardt (14. Februar 1760 bis 20. November 1831) mit seiner Frau Anna, geborene van der Smissen (8. November 1771 bis 20. September 1843), 1799 die Restflächen des ursprünglich größeren Gutes kaufte, Land- und Forstwirtschaft betrieb und eine Kolonie mit aus seiner Heimat angeworbenen Handwerkern gründete, entstand dort der Ort Hanerau selbst. Es wurden auch eine Tuchfabrik und andere Industrien aufgebaut. Viele frühindustrielle Einrichtungen wurden jedoch schon bald wieder geschlossen, da Frankreich unter Napoleon eine kontinentale Handelssperre (1806–1814) gegen britische Waren verordnet hatte, um zu versuchen Großbritannien mittels eines solchen Embargos wirtschaftlich zu ruinieren.
1803 hatten Hademarschen 478 und Hanerau 55 Einwohner. Im gesamten „Gut Hanerau“, d. h. dem Kirchspiel Hademarschen und Aasbüttel und Bokhorst, lebten 1704 Personen.
1804 wurde das Geschäft des Schumachers Popp in Hademarschen gegründet, welches auch heute noch existiert, direkt am Marktplatz gelegen.
1805 wurde in Hanerau der Waldfriedhof nach Art der Herrnhuter Brüdergemeine von J. W. Mannhardt angelegt. Eine weitere Besonderheit war, dass hier nicht die sonst üblichen Familiengräber eingerichtet wurden, sondern die Bestattung getrennt nach Geschlechtern vorgenommen wurde, wie sonst nur noch einmal in Jütland / Dänemark zu finden.
1807 richtete J. W. Mannhardt eine Spar- und Leihkasse, eigens für seine Gutsbediensteten und Fabrikarbeiter, ein, die bis 1872 bestand. Sie war praktisch ein Familienunternehmen, dessen Leiter der jeweilige Gutsbesitzer war.
Ab 1810 kamen wieder schlechtere Zeiten für Hanerau und Hademarschen. Der dänische König war seit 1807 mit dem große Teile Europas beherrschenden Napoleon Frankreichs verbündet, und nachdem dieser 1813 in der Völkerschlacht bei Leipzig besiegt worden war, drangen Truppen der siegreichen Schweden und Russen in die zum dänischen Gesamtstaat gehörigen Herzogtümer Schleswig und Holstein ein. Auch Hademarschen wurde 1813/14 von Kosaken heimgesucht, die u. a. die Dorfkirche als Lazarett benutzten wie auch, nach mündlicher Überlieferung, als Pferdestall. Den nachfolgenden Staatsbankrott Dänemarks bekam auch Schleswig-Holstein zu spüren, und erst ab etwa 1830 trat wieder eine wirtschaftliche Besserung für Hademarschen ein.
1814 wurden bei einer schweren Feuersbrunst nahezu 20 Gebäude in Hademarschen zerstört. Aus demselben Jahr existiert eine „Charte von dem Gute Hanerau, zusammen getragen, verkleinert und gezeichnet von Nicolaus Hedde“, auf der auch Hademarschen mit seinen einzelnen Bauernhöfen und dazugehörigen Feldern eingezeichnet ist, zudem die Waldungen der Umgebung.
1816 richtete Mannhardt „mit Königlicher Erlaubnis“ in Hanerau eine Handapotheke ein. Im selben Jahr wurden in Hademarschen der Kirchhof geebnet und mit Linden bepflanzt.
1822 wurde die für die bereits wieder geschlossenen Fabriken in Hanerau eingerichtete Industrieschule in eine „Districtsschule“ umgewandelt.
Um 1830 hielt der nationale Gedanke Einzug in Schleswig-Holstein, und 1848 erhoben sich die Schleswig-Holsteiner gegen die Herrschaft des dänischen Königs, mit der sie nahezu 400 Jahre recht zufrieden gewesen waren. Die Erhebung endete 1850 mit der Niederlage in der Schlacht bei Idstedt, wo auch mehrere Hademarscher ihr Leben ließen. Die Herzogtümer verblieben noch bis 1864 im dänischen Staatsverband.
Von 1835 bis 1837 wurde am Gut Hanerau ein neues Herrenhaus im klassizistischen Stil von Hinrich Gysbert Mannhardt erbaut, um 1860 dann auch eine neue Scheune, heute „Alte Scheune“ genannt.
1841 zählte Hademarschen „außer den Wohnungen des Predigers und des Organisten, 49 Bauernstellen, 10 Kathen mit und 15 Kathen ohne Land“. Die Zahl der Einwohner betrug 769, darunter „5 Krüger, 2 Brauer (von Bier), 2 Brenner (von Schnaps), 3 Höker (Händler) und fast alle Arten Handwerker“. Hinzu kamen die „eingepfarrten Dörfer“ und Einzelgehöfte des Kirchspiels, Aasbüttel (zum Teil), Beldorf, Bendorf, Bokelhoop, Bokhorst, Fischerhütte, Großen- und Lütjen-Bornholt, Grünenthal, Hanerau, Hohenhörn, Holstenthor, Jarsdorf, Keller, Lerchenfeld, Liesbüttel, Lohmühle, Oersdorf, Oldenbüttel, Pemeln, Rickelshörn, Schnittlohe, Spann, Steenfeld, Thaden, Trotzenburg und Wilhelmshain (alle in damaliger Schreibweise). Die Schule in Hademarschen hatte zwei Lehrer, die 170 Kinder in lediglich zwei Klassen betreuten.
1841 bestand Hanerau, ohne die Stammgebäude des Gutes, den Hof Lerchenfeld und das Wohnhaus Wilhelmshain, aus 23 Wohn- und 12 Nebengebäuden und zählte 258 Einwohner, darunter der Gerichtshalter und je ein Arzt, Apotheker, Förster, Bäcker, Böttcher, Mauermann, Radmacher, Schmied, Glaser, Tischler, Schuster, Schneider, Färber, Weber, Bleicher, Lohgerber, Sattler, Korbmacher und „mehrere privatisierende Personen“. Zu dieser Zeit waren die Wassermühle und das einzige Wirtshaus in Hanerau gutsherrschaftliche Pachtstellen. Die umliegenden Ortschaften Beldorf (ohne Grünental), Bokhorst, Bokelhoop, Fischerhütte, Hademarschen, Jarsdorf, Liesbüttel, Oldenbüttel, Pemeln, Schnittlohe, Steenfeld und Thaden waren dem Gut „zwangspflichtig“.
1843 wurde die „Hademarscher Liedertafel“ von dem Organisten der Kirche und Hauptlehrer der Schule, Joachim Brütt, sowie elf Hademarschern gegründet, darunter Bauern, Kaufleute und Handwerker. Brütt war auch der erste Dirigent des Gesangsvereins, damals noch „Director“ genannt. Nach ihm wechselten die Dirigenten sehr häufig, zumeist Musiker, darunter ein weiterer Organist, bis schließlich der Lehrer Fritz Tennig durchgehend von 1927 bis 1952 dirigierte. Die erste Chronik ging leider verloren, stammen jedoch vorhandene Unterlagen aus 1860. Zu jener Zeit gab es 36 aktive Sänger und 44 fördernde Mitglieder, wie der Besitzer von Gut Hanerau, Wachs, und der Pastor der Gemeinde, Propst Treplin. Das erste Sängerfest fand am 28. Mai 1868 in einem Gehölz statt. Von 1893, anlässlich des 50. Jubiläums, gibt es ein Foto mit allen aktiven Mitgliedern und wichtigen Förderern. Im Hintergrund ist die zweite Vereinsfahne zu sehen, die zu diesem Anlass gefertigt wurde, und im Bildvordergrund steht eine für jene Zeit typische Leier. Den 70. Geburtstag feierte der Verein 1913, ein Jahr vor Ausbruch des Ersten Weltkrieges. Während des Krieges ruhte das Vereinsleben. Drei Mitglieder kehrten nicht aus diesem Krieg zurück. Das 100-jährige Bestehen wurde mitten im Zweiten Weltkrieg in bescheidenem Rahmen gefeiert. Die Liedertafel fühlt sich der alten Tradition verpflichtet und ist auch heute nicht aus dem kulturellen Geschehen in Hanerau-Hademarschen wegzudenken.
Von 1848 bis 1851 fand der Erste Schleswigsche Krieg statt. Grund war die Schleswig-Holstein-Frage zur nationalen Zugehörigkeit des Herzogtums Schleswig. Die deutschen Schleswig-Holsteiner beriefen sich auf den Vertrag von Ripen und die Verbindung Schleswigs mit Holstein, während sich die dänischen Nationalliberalen auf die Verbindung Schleswigs mit Dänemark und auf die Eidergrenze beriefen. Es kämpften Bundestruppen unter preußischem Oberbefehl gegen die dänischen Truppen. Am 2. Juli 1850 wurde schließlich der Frieden von Berlin zwischen dem Deutschen Bund und Dänemark geschlossen.
Der Sohn des ersten Mannhardts in Hanerau, Wilhelm (29. Januar 1800 bis 31. Dezember 1890), gründete das Mannhardtsche Knabeninstitut. Zudem gab es in späterer Zeit eine Höhere Töchterschule in der Mannhardtstraße.

## 1850 bis 1870
1854 gründete Johannes Storm (1824–1906) seine Firma für Holzhandel und fügte später ein Sägewerk hinzu. Er war der um sechs Jahre jüngere Bruder des Schriftstellers Theodor Storm, der von 1880 bis 1888 in Hademarschen lebte. Das erste Haus von Johannes Storm wurde vom bekannten Architekten Claudius entworfen, einem Enkel des 1740 in Holstein geborenen Dichters Matthias Claudius.
Am 23. Juli 1856 wurde in Hanerau die Buchdruckerei Constabel gegründet, die 1895 nach Hademarschen verlegt wurde. Der Photograph Gotthilf Constabel hinterließ einen großen Teil der aus dem 19. Jahrhundert stammenden Fotos des Ortes, die, als Postkarten gedruckt, in alle Welt verschickt wurden.

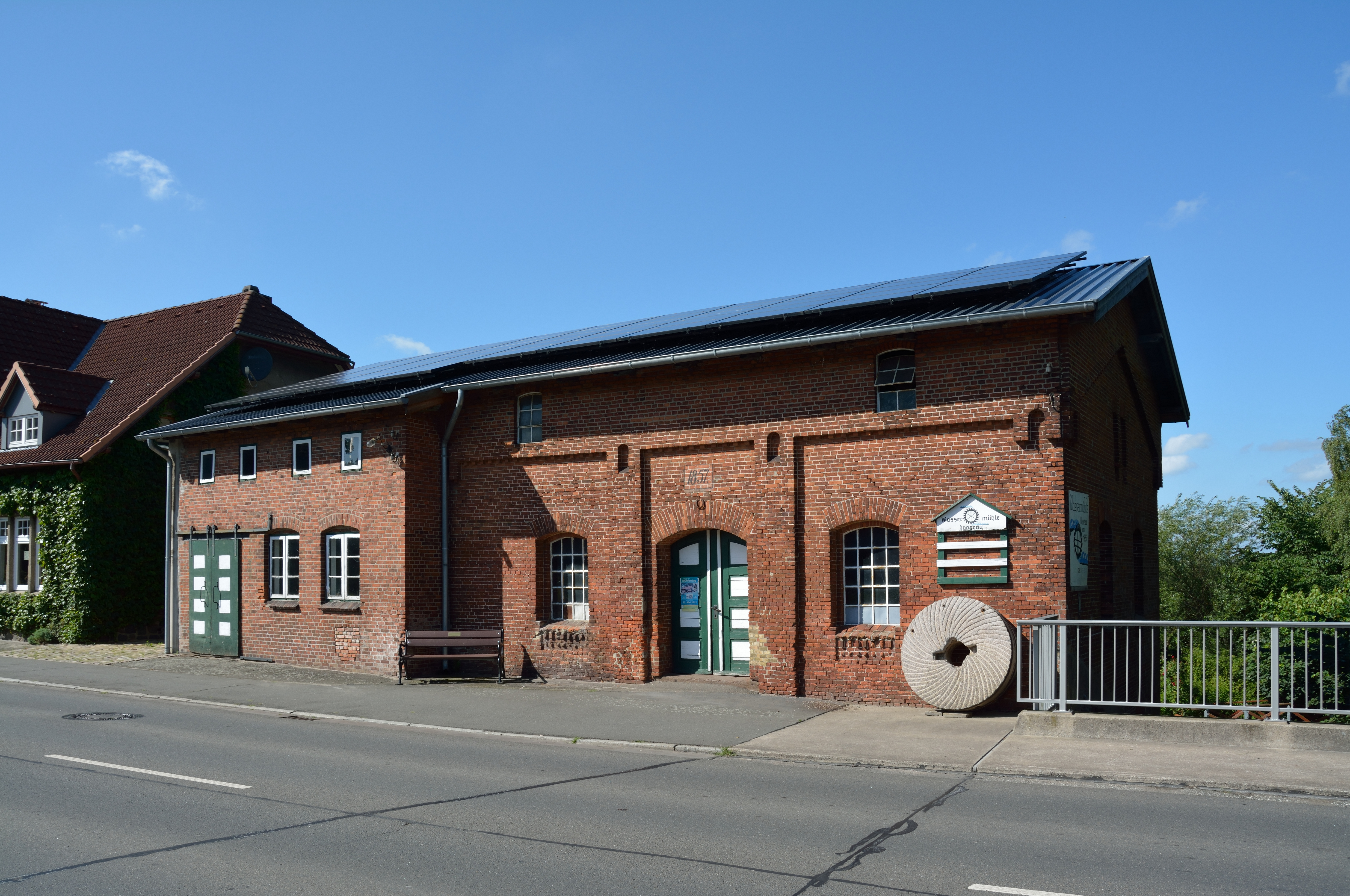
Kornwassermühle Hanerau (2015)

1857 steht als Jahreszahl auf dem Haus der alten Kornwassermühle in Hanerau, die jedoch mehrere hundert Jahre älter ist, mit gesichertem Gründungsjahr von 1630, vermutlich aber deutlich früher. Die Mühle, mit einem oberschlächtigen Wasserrad von 3 m Durchmesser, ist heute noch mahlfähig und auch die technische Einrichtung ist noch komplett vorhanden.
1857 bis 1895 war Oberst (Militärarzt) Dr. Hans Heinrich Wachs Gutsherr auf Hanerau. Er war u. a. Mitglied des Kreistages des Kreises Rendsburg, des Provinziallandtages Schleswig-Holstein und stellvertretendes Mitglied des Provinzialausschusses. Zwischen 1873 und 1879 war er Mitglied des Preußischen Abgeordnetenhauses. Einer seiner Enkel, Dr. Otto Wachs, war für kurze Zeit bis Anfang 1959 Sprecher des Vorstandes der Reederei Hamburg-Amerika Linie (Hapag) in Hamburg.
1860 hatte Hademarschen laut Volkszählung 948 Einwohner, Hanerau 333. Hademarschen hatte somit in gut 50 Jahren seine Bevölkerungszahl verdoppelt, und aus Hanerau war ein richtiges Dorf geworden.
Am 16. Oktober 1862 wurde die erste öffentliche Sparkasse, als „Hademarscher Spar- und Leihkassen-Verein“, von zwölf einflussreichen und vermögenden Hademarschern gegründet (u. a. den vier größeren Bauern Hans Struve, 1808–1887, Hans Christian Spiecker, 1811–1888, Peter Nottelmann, 1823–1908 und Daniel Feldhusen, 1816–1888), deren Statute am 21. Oktober 1862 vom Gutsherrn Dr. Wachs obrigkeitlich genehmigt wurden und die am 1. November 1862, mit erstem Sitz in „Tiessens Gasthof“ (1862–1873), ihre Tätigkeit aufnahm. Vorbild waren die bereits Ende des 18. Jahrhunderts in England entstandenen Sparkassen, mit dem Ziel die unteren Einkommensgruppen zum Sparen anzuhalten und ihre Lebensumstände zu bessern. Ein Auszug aus den Statuten besagte: „… dazu bestimmt jedem Einwohner …, besonders aber Kindern, Dienstboten und Tagelöhnern, Handwerkern, Gesellen und Lehrlingen Gelegenheit zu geben ihre Ersparnisse bei ihr sicher und zinstragend niederzulegen… Jede Summe, so klein sie auch ist, wird von der Kasse angenommen.“ Nach denselben Satzungen mussten alle Überschüsse der Sparkasse für wohltätige Zwecke verwendet werden, und auch die anfänglichen Einschüsse der zwölf Gründer von je 50 Reichstalern wurden nicht verzinst. Diese 600 Taler, entsprechend 1800 Mark, sollten als Reservefonds dienen und erst zurückgezahlt werden, nachdem die Kasse ein eigenes Vermögen von 500 Talern erreicht hatte. Der anfängliche Zinssatz für Kundeneinlagen betrug 3 1/8 % pro Jahr, d. h. auf einen Taler erhielt man 1 1/2 Schillinge Zinsen (ein Taler = 3 Mark; eine Mark = 16 Schillinge). Der Zinssatz für kurzfristige Darlehen betrug 5 %, für längerfristige 4 %. Bei beantragten Krediten war es üblich einen Bürgen zu benennen. Die Direktoren arbeiteten ohne Entgelt, und auch der Kassierer, der sieben Tage pro Woche zur Verfügung stand, erhielt in den ersten zehn Jahren seiner Tätigkeit weder Gehalt noch andere Vergütungen. Die Überschüsse der Sparkasse flossen in Verbesserungen des Ortes selbst, wie beispielsweise eine erste Straßenbeleuchtung mit 14 Öllampen (1873) zu 125 Mark, wie auch für deren Unterhalt bezahlt wurde (jährlich 100 Mark), nachdem man sich vorher mit Handlaternen beholfen hatte. 1879 schaffte man eine Viehwaage für den Bahnhof an, die 1892 an die Bahn verkauft wurde. Auch wurden die Schule und die Kirche im Ort in vielen Belangen finanziell unterstützt. Viermal im Jahr wurden Generalversammlungen sämtlicher Mitglieder abgehalten. Unentschuldigtes Fehlen wurde mit einer „Brüche“ (Geldstrafe) von einer Mark, 8 Schillinge bestraft. Die erste, in Hamburg-Altona gefertigte massive „feuerfeste Geldkiste“ aus geschmiedetem und genietetem Eisen, mit schönen Verzierungen und zwei Vorhängeschlössern, zu denen der Direktor und der Kassierer nur je einen Schlüssel besaßen, befindet sich noch heute im Gewahrsam der örtlichen Sparkasse und kann dort besichtigt werden.
1862 wurde das Teilstück Itzehoe – Hanerau der von Hamburg kommenden Landstraße fertiggestellt und 1863 auch im gesamten Ortsverlauf Hademarschens befestigt, die später an die Straße Albersdorf – Heide Anbindung fand und der künftigen Reichs- (ab 1937), später Bundesstraße 204 entsprach. Im Zuge der Arbeiten wurde die Chaussee, abgesehen von den mit Kopfsteinen gepflasterten Stücken, „macadamisiert“. Vormals war der heutige „Landweg“ die Überlandstraße durch Hademarschen gewesen. Die heutige L 316, die die B 204 in diesem Verlauf ersetzte, verläuft mit mehr als 3,5 km durch eines der längsten Straßendörfer Deutschlands.
1863 ging Pastor Hans Lorenz Andreas Vent (* 10. April 1785 in Hademarschen; † 21. April 1879 in Itzehoe) in Pension. Er hatte seit 1815 den Hademarschern gepredigt, nachdem bereits sein Vater, Hans Hinrich Vent, von 1778 bis 1814 als Pastor in Hademarschen gedient hatte. Der jüngere Vent wurde landesweit bekannt und schrieb zwischen 1818 und 1834 eine Reihe von einschlägigen Büchern zu evangelisch-theologischen Themen, so u. a. 1826 die aus zehn Bänden bestehenden „Luther’s Werke in einer das Bedürfniß der Zeit berücksichtigenden Auswahl“. Zu seinem 50-jährigen Dienstjubiläum 1861 war er zum Konsistorialrat ernannt worden. Er wurde in Hademarschen begraben.
1864 gründete der Bäckermeister Johann Wilhelm Stotz die Firma J.W. Stotz. Im Haus gab es eine Bäckerei, zudem wurde ein kleiner Handel mit Getreide und Futtermitteln betrieben.

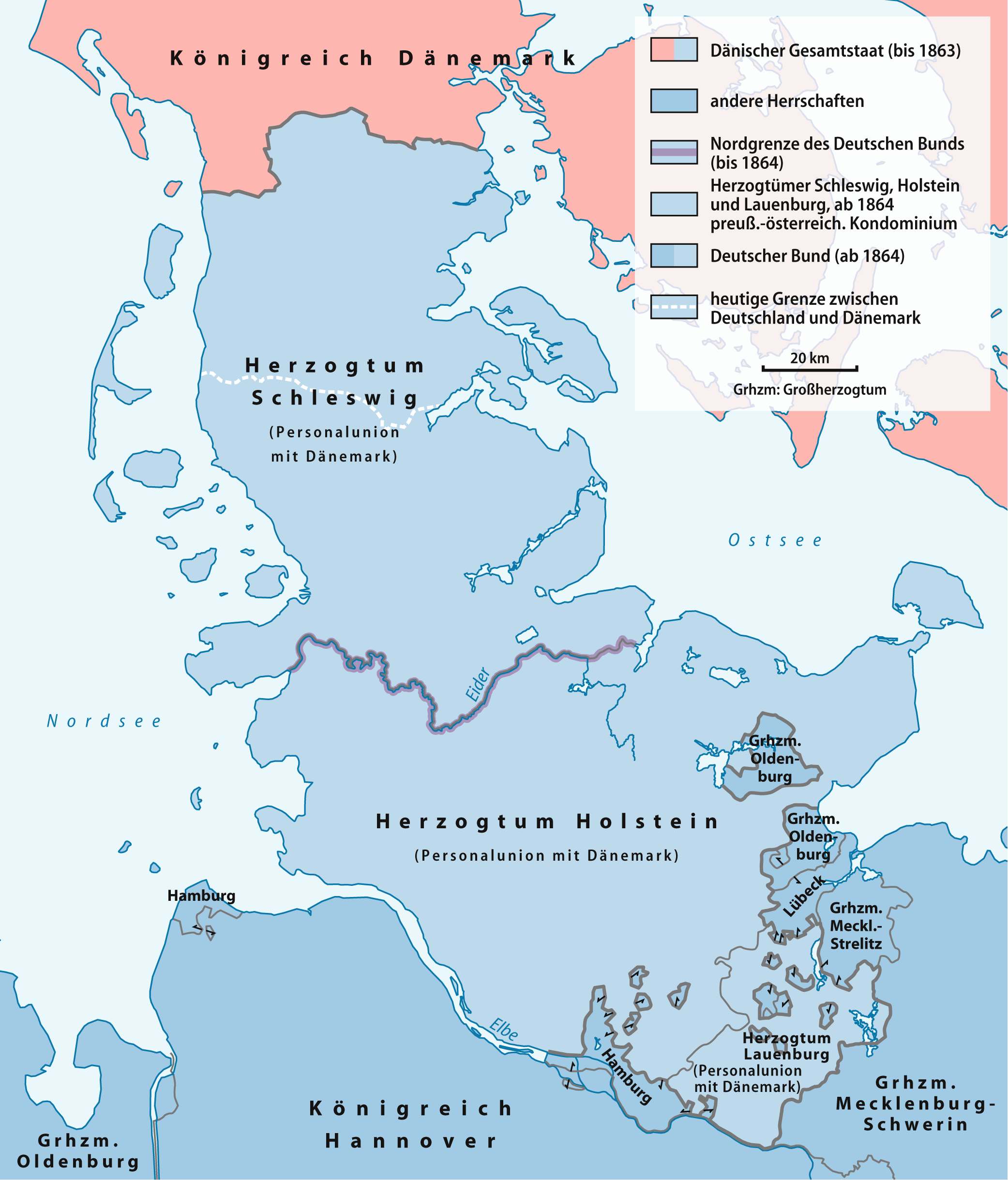
Gebietsveränderungen nach dem Deutsch-Dänischen Krieg 1864

1864 war ein entscheidendes Jahr für Hanerau-Hademarschen, als vom 1. Februar bis 30. Oktober der Deutsch-Dänische Krieg, auch Zweiter Schleswigscher Krieg / Zweiter Schleswig-Holsteinischer Krieg genannt (in Abgrenzung zum Ersten Krieg 1848–1851), stattfand. Es war die militärische Auseinandersetzung um Schleswig-Holstein, vor allem aber um das Herzogtum Schleswig, zwischen dem Deutschen Bund u. a. mit Preußen und Österreich, auf der einen Seite und dem Königreich Dänemark auf der anderen. Die bekanntesten Ereignisse waren die Aufgabe des Danewerks seitens der Dänen, welches über eine Zeit von mehr als 500 Jahren errichtet worden war und Dänemark über mehr als 1300 Jahre vor Angriffen aus dem Süden beschützt hatte, zudem die Seeschlacht von Helgoland, an der auch die österreichische Kriegsflotte unter Admiral Tegetthoff teilnahm, in dem jedoch die Dänen die Oberhand hatten. Ein weiteres herausragendes Ereignis des Krieges war die Erstürmung der Düppeler Schanzen am 18. April 1864. Der Krieg, aus dem die Deutschen und Österreicher siegreich hervorgingen, gilt auch als der erste der drei deutschen Einigungskriege und der eine weitere Ausdehnung des Preußischen Staates bewirkte.
1867 wurden Schleswig und Holstein, nachdem sie bereits 1864 aus dem alten dänischen Gesamtstaat herausgelöst worden waren, zur preußischen „Provinz Schleswig-Holstein“ (deren Name bis 1918 Bestand behielt) und das Kirchspiel Hademarschen Teil des neu gebildeten preußischen Kreises Rendsburg. Im selben Jahr verlor das Gut Hanerau die Gerichtshoheit an das neue Amtsgericht in Schenefeld (heute im Kreis Steinburg). Die wechselvolle deutsche und dänische Geschichte Hademarschens der vorangegangenen Jahrhunderte lässt sich u. a. auch mittels Studium der Postgeschichte Holsteins nachverfolgen.
1868 wurde die schon 1637 vom dänischen König gewährte Erhebung des Straßenzolls („Wegezoll“) an der Zollstelle im Wirtshaus am Mühlenteich in Hanerau eingestellt.
1869 verließ der Müller Hans Friedrich Rau, nach Aufhebung des dortigen Mühlenzwanges, die gepachtete Wassermühle in Hanerau und baute sich in der Ortsmitte von Hademarschen eine eigene Getreidewindmühle. Es handelte sich in der Ausführung um einen Sockelgeschossholländer, wie auch von anderen Orten in Norddeutschland bekannt. Schon bald nach dem Ersten Weltkrieg wurde die Mühle teilelektrifiziert und, mehr mit Strom und weniger mit Wind, noch bis in die 1960er-Jahre von der Familie Rau betrieben. Nach der Außerdienststellung und dem endgültigen Abriss der Mühle baute sich auf dem dortigen Grundstück der Zahnarzt Michael Mittl in den späteren 1980er-Jahren eine Praxis, die er bis 2012 führte. Bei dem Bau des Hauses wurden noch Teil-Fundamente und einige Gerätschaften der alten Mühle gefunden. Die Straße heißt weiterhin Mühlenweg.
1870 wurde das „Manufactur-, Colonial- und Steinzeuggeschäft“ von Hans Struve am Marktplatz gegründet. Es war das erste wirkliche Kaufhaus in der Gegend. Hierhin wurde auch 1886 das Geschäftslokal der Sparkasse verlegt. Das Geschäft, über nahezu 100 Jahre betrieben, war sozusagen „Mittelpunkt“ des Ortes, gab es kaum eine Hademarscher Ansichtskarte in jener Zeit, auf der nicht das besondere Gebäude abgebildet war.

## 1871 bis 1899
1871 fiel Hademarschen mit Rendsburg und Schleswig und Holstein, als Teile Preußens, an das neue Deutsche Reich, ein für die gesamte Region deutlich größerer Wirtschaftsraum im Vergleich zur vorherigen Zugehörigkeit zu Dänemark, womit ein maßgeblicher wirtschaftlicher Aufschwung begann.
Nach 1871 verkehrte eine Postkutsche („Schimmelpost“) vom Kaiserlichen Postamt Hanerau zum 27 km entfernten Itzehoe, die Post und Passagiere mitnahm. Die Abfahrt war um 8 Uhr von Hanerau, und nach Wechsel der Zugpferde in Itzehoe kehrte sie pünktlich um 18 Uhr nach Hanerau zurück.
1874 wurde das Uhrmachergeschäft Feldhusen gegründet, welches über vier Generationen von Uhrmachermeistern, zuletzt von Richard Feldhusen, 132 Jahre lang bis 2006 betrieben wurde. Richard Feldhusen, geboren am 11. August 1929 in Hademarschen, war gewählter Bürgermeister Hanerau-Hademarschens von 1982 bis 1994, wie auch Vorsitzender des Sport- und Fußballvereins „Merkur“ von 1982 bis 1988, dem er bereits als Zehnjähriger 1939 beitrat, von 1951 bis 1976 als Jugendwart und von 1976 bis 1982 als Jugendtrainer tätig, und war von 1988 bis zu seinem Tod im Oktober 2013 Ehrenvorsitzender des Vereins. Von 1957 bis 1974 war er aktives Mitglied der Freiwilligen Feuerwehr Hademarschen, während jener vielen Jahre an der Löschung zahlloser Brände im Zuständigkeitsbereich, aber auch in Nachbargemeinden, beteiligt, und war ab 1974 deren Ehrenmitglied.
Ab 1875 wurde jährlich eine Summe von der Sparkasse gestiftet für die Hebung der Pferdezucht stattfindenden „Füllenschau“. Noch heute werden ausgezeichnete Pferde in Hanerau-Hademarschen und Umgebung gezüchtet.
Am 20. April 1876 wurden das Dach der Hademarscher Kirche durch Blitzschlag zerstört, der Glockenturm beschädigt und 40 Fensterscheiben zerschlagen. Die Wucht soll so stark gewesen sein, dass „die Dachschindeln bis auf die Kaiserstrasse und den Totenweg geschleudert wurden“.
1876 erhielt die Westholsteinische Eisenbahn-Gesellschaft die Konzession eine eingleisige, 63 km lange Strecke von Neumünster nach Heide zu bauen. Am 22. August 1877 wurde die „Westbahn“ auf einem ersten Teilstück in Betrieb genommen und Hanerau-Hademarschen erhielt einen eigenen Bahnhof entlang der Linie, der auch heute noch besteht und regelmäßig bedient wird. Beim Bau wurden größere Erdbewegungen vermieden, so dass die Eisenbahner bald von der „Berg- und Talbahn“ sprachen. Als sich anlässlich der Einweihung viele Zuschauer einstellten, meinte eine alte Frau, die zusah, wie sich die Dampflokomotive von Gokels kommend den Berg hocharbeitete: „Mag gor ni seen wie dat arme tier sik affquälen mutt.“ Am 1. Juli 1890 wurde die Bahn verstaatlicht und ging in der Preußischen Staatsbahn auf. Ab Dezember 1892 konnte die Strecke nach Heide weitergeführt werden, da die Grünentaler Hochbrücke über den im Bau befindlichen Nord-Ostsee-Kanal fertiggestellt war. Schon im November 1883 war eine Verlängerung durch eine Zweigstrecke von Heide nach Büsum in Betrieb genommen worden. Dampflokomotiven wurden auf der Strecke noch bis in die frühen 1960er-Jahre eingesetzt.

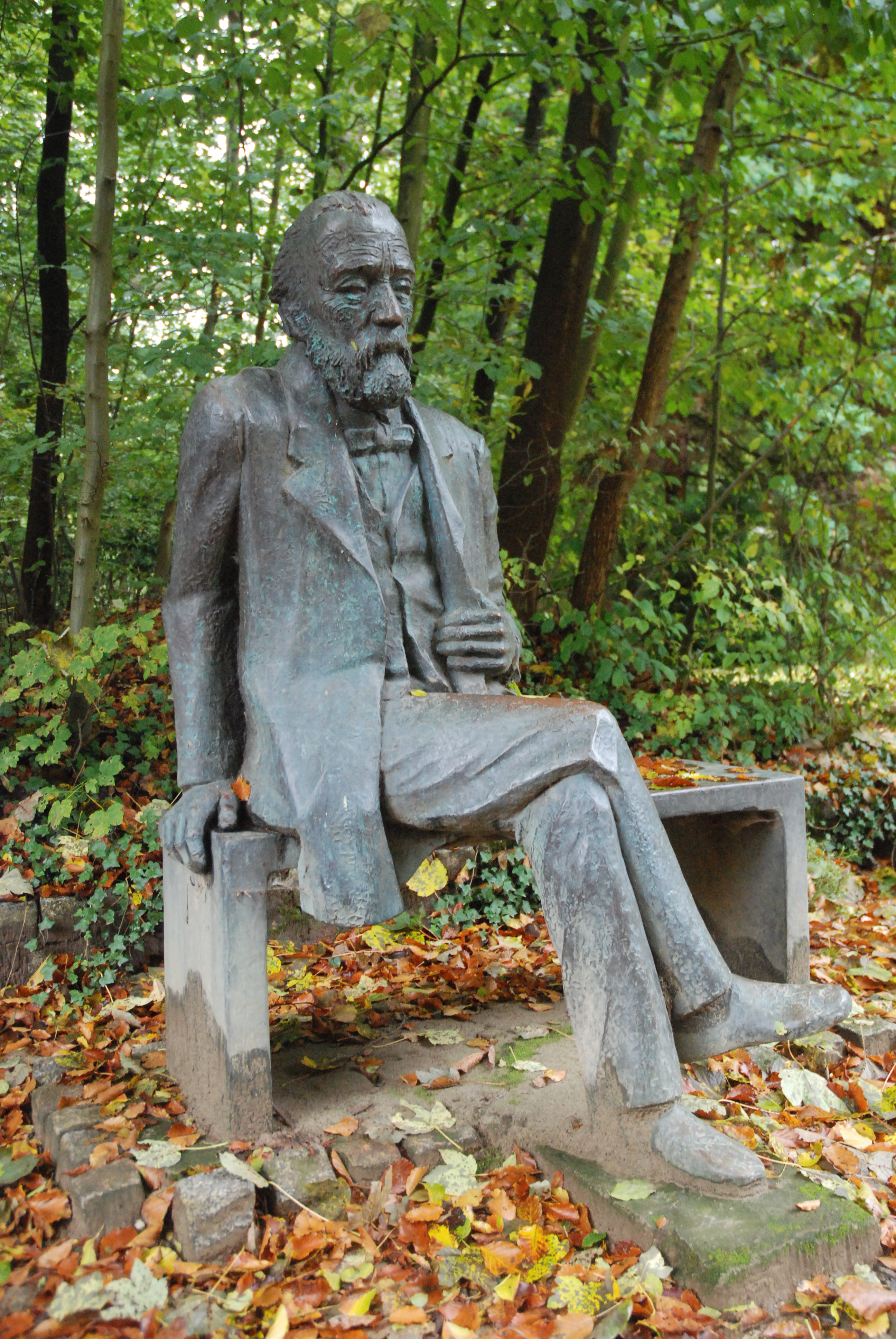
Statue von Theodor Storm, seit 1993 auf dem Waldfriedhof Hanerau, Bildhauer Werner Löwe

1879 wurde die Tischlerei, später Möbelfabrik, Johs. Bruss gegründet.
1880 beschrieb Theodor Storm, der sich hier eine Villa als Alterssitz baute und von 1880 bis zu seinem Tod am 4. Juli 1888 in Hanerau-Hademarschen lebte, den Ort in einem Satz wie folgt: „… ein grünes großes Kirchdorf, in der Nähe eines anmuthigen Ortes, welcher eine Gutsherrlichkeit in sich schließt.“ Nach eigenem Bekunden verlebte der Schriftsteller hier „glückliche Tage“. In diesen acht Jahren schrieb er mehrere Gedichte und folgende elf komplette Novellen:
Der Herr Etatsrat (1880–81)
Hans und Heinrich Kirch (1881–82)
Schweigen (1882–83)
Zur Chronik von Grieshuus (1883–84)
Es waren zwei Königskinder (1884)
John Riew (1884–85)
Ein Fest auf Haderslevhuus (1885)
Bötjer Basch (1885–86)
Ein Doppelgänger (1886)
Ein Bekenntnis (1887)
Der Schimmelreiter (1886–88), seine wohl bekannteste Novelle,
zudem, als Entwurf, „Sylter Novelle“ (1887),
sowie, fragmentiert, „Die Armesünderglocke“ (1888).
Theodor Storm wurde an seinem Geburtsort, dem 46 km von Hanerau-Hademarschen entfernten Husum, begraben. Beide Orte, Husum und Hanerau-Hademarschen, sind sehr stolz auf „ihren“ Theodor Storm. Ihm zu Ehren wurde die nach Hanerau führende Hauptstraße Hademarschens Theodor-Storm-Straße benannt.
Am 9. März 1884 fand die Gründung der Freiwilligen Feuerwehr Hademarschen auf Anregung des Bahnhofverwalters Mosbach statt, zu der sich bereits bei einer ersten Versammlung am 17. Februar d. J. 41 Männer mittels Unterschrift zum aktiven Dienst verpflichteten, zudem 77 passive Mitglieder.
1885 wurde in Hademarschen die erste Meierei von v. Destinon gegründet. Das Gebäude, direkt gegenüber dem Bahnhof gelegen, war ursprünglich von der Sparkasse gebaut und als Postamt für eine schnellere Postzustellung von und mit der Bahn vorgesehen. Das Vorhaben wurde jedoch von der Oberpostdirektion abgelehnt, die es vorzog das alte 1865 in Hanerau auf Gutsland gebaute Posthaus weiterzubetreiben. 1885 war auch das Gründungsjahr für das Geschäft Brandenburg in der Kaiserstraße.
1886 verstarb der Mühlenbesitzer Hans Friedrich Rau, der die örtliche Sparkasse 13 Jahre lang geleitet hatte.
1888 verlor das Gut Hanerau, nach dem Verlust der Gerichtsbarkeit 1867, auch die sonstige Obrigkeit an die neuen Amtsbezirke Hademarschen und Oersdorf, welche Teile des Kirchspiels Hademarschen sind. Im selben Jahr entstanden auch die Gemeinden Hanerau und Hademarschen.

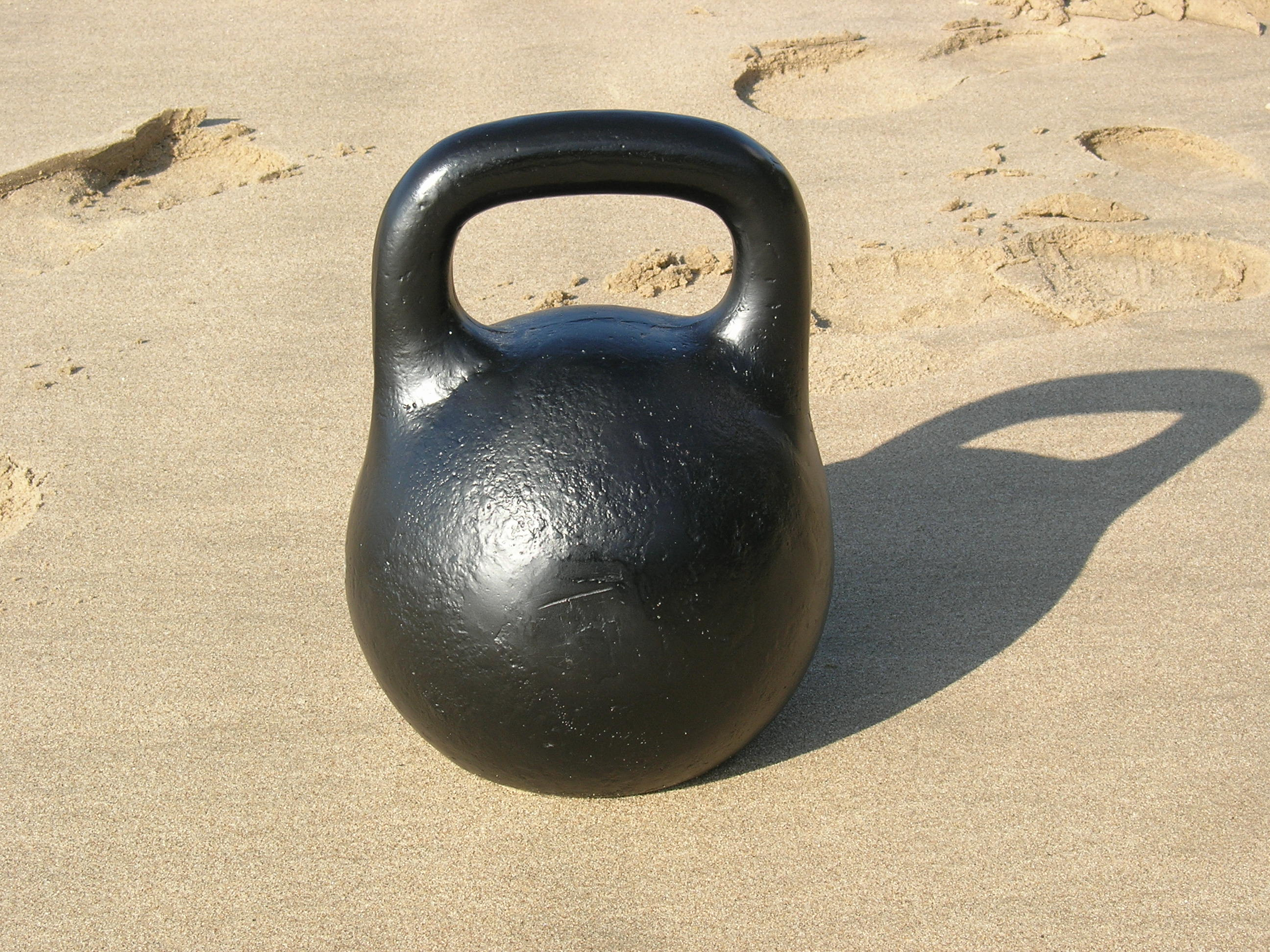
Eine Kugelhantel

1888 wurde der Turnverein „Vorwärts“ gegründet. Ein erstes Protokoll gibt es vom 17. April 1895, als die Statuten erarbeitet wurden, der Verein einen Vorstand wählte und auch schon einen kleinen Spielmannszug mit Pfeifern und Trommlern stellte. So wurde an diesem Tag u. a. beschlossen, dass „ein Tambourstock mit Messingkugel und Spitze, gelbem Stock und blau-weiß-roten Schnüren sowie Schwalbennester und eine Querpfeife mit neusilbernen Beschlägen und Klappen“ zu kaufen sei, des Weiteren an Geräten „1 Barren und 3 Hanteln mit schmiedeeisernem Griff“. Wie sich aus alten Fotos ersehen lässt, handelte es bei den Hanteln um übergroße schwere Eisenkugeln mit einem bügelartigen Handgriff, die zumeist einzeln gehoben wurden. Nur die wirklich Starken schafften es zwei gleichzeitig zu handhaben. Hinzu kam eine Matratze mit Seegrasfüllung. Der Vereinsbeitrag betrug monatlich 20 Pfennig für aktive und vierteljährlich 50 Pfennig für passive Mitglieder. Bereits am 12. Januar 1896 zählte der Turnverein 90 Mitglieder, davon 16 junge (bis 18 Jahre). Zur gleichen Zeit belief sich der Kassenbestand auf 20,90 Mark. Bei den Festen des Vereins wurde stets „auf Anstand und gute Sitte“ geachtet. Der Eintritt für Herren kostete 1 Mark, für Damen 50 Pfennig. Die Statuten besagten für diese Art Anlass: „Das Linksherumtanzen sei zu vermeiden!“. Ein Foto von 1894 zeigt die damaligen Vereinsmitglieder des Vereins „Vorwärts“, mit einem Bild von „Turnvater“ Friedrich Ludwig Jahn im Hintergrund. 1898 wurde in Wesselburen eine Fahne für den Verein gearbeitet, und am 26. Juni desselben Jahres wurde das 17. Gauturnfest des Schleswig-Holsteinischen Westgaus in Hademarschen ausgerichtet.
1888 verstarben zwei der Gründer der Hademarscher Sparkasse, Hans Christian Spiecker und Daniel Feldhusen. Im selben Jahr überstiegen die Einlagen bei der Sparkasse bereits die Millionengrenze (man rechnete inzwischen in Mark und Pfennig).

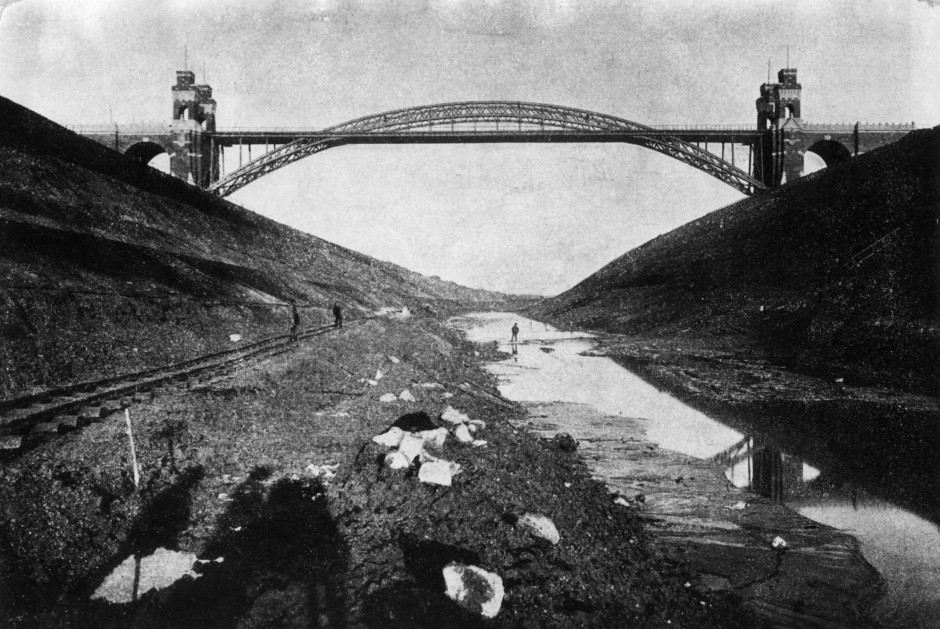
Grünentaler Hochbrücke 1895 über dem im Bau befindlichen „Kaiser-Wilhelm-Kanal“

1891/92 wurde die Grünentaler Hochbrücke über den zu jenem Zeitpunkt noch nicht fertiggestellten Kaiser-Wilhelm-Kanal gebaut. Es handelte sich um eine genietete Sichelbogenkonstruktion. Die zwei gemauerten Brückenturmpaare an beiden Enden waren, von der Fahrbahn gemessen, 16 Meter hoch. Für den Dammbau der Straße und Eisenbahntrasse wurden fast zwei Millionen Kubikmeter Erdmassen von Zügen mit je 30 Kippwagen (von je drei Kubikmetern) herangeschafft. Im Dezember 1892 konnte die Eisenbahn die neue Brücke erstmals passieren. Auf der Straßenbrücke verlief das Gleis der Eisenbahn mittig. Darum musste bei Bahnverkehr die Brücke durch beiderseitige Schranken kurzfristig für den Straßenverkehr gesperrt werden. Vormals hatte es alternative Planungen mit zehn unterschiedlichen Führungen für den Kanal gegeben, bis sich schließlich die Strecke Brunsbüttel – Kiel mit einer Gesamtlänge von 98,26 km durchsetzte.
Während des Kanalbaus vom 3. Juni 1887 bis 20. Juni 1895 erlebte das Dorf Hademarschen einen großen wirtschaftlichen Aufschwung. Der eine Grund waren die im Bauabschnitt des Kirchspiels beschäftigten Arbeiter, die zum Teil aus weit entfernten Teilen des Deutschen Kaiserreiches stammten und sich im Ort mit ihrem gesamten Bedarf an Kleidung und Lebensmitteln eindeckten. Dadurch kam es zu großen Umsatzsteigerungen für die ansässigen Handwerker und Kaufleute. Viele von ihnen blieben in Hademarschen, sodass sich die Einwohnerzahl zwischen 1875 und 1897 von 930 auf 1412 erhöhte. Auch Hanerau war auf 460 Einwohner angewachsen, davon 44 im Gutsbezirk und 416 im Dorf; das gesamte Amt Hademarschen mit allen dazugehörigen Dörfern zählte 3083 Einwohner, mit einem Areal von 4531 Hektar, von dem der Gutsbezirk Hanerau 540 ha ausmachte.
Ein weiterer Grund für den Aufschwung waren die vom Staat an die lokalen Bauern gezahlten, teilweise recht hohen Entschädigungen für das für den Kanalbau hergegebene Land. Insbesondere von den Bauern aus den an den Kanal grenzenden Dörfern Großen- und Lütjenbornholt häuften sich höhere Einzahlungen bei der Hademarscher Sparkasse.
1892 wurde der von 1872 bis 1917 in Hademarschen wirkende Pastor August Wilhelm Martin Treplin zum Propst der Propstei Rendsburg ernannt.
1892/93 wurden viele Straßenränder des Ortes mit Kastanien bepflanzt, die sich in den Folgejahren als herrliche Alleen zeigten und der Stolz der Einwohner waren. Im Frühjahr war Hademarschen darum alljährlich „in ein Blütenmeer getaucht“, und dieses oder jenes darunter durchziehende Pferd dürfte sich im Herbst hie und da einen „kleinen Leckerbissen“ geholt haben.

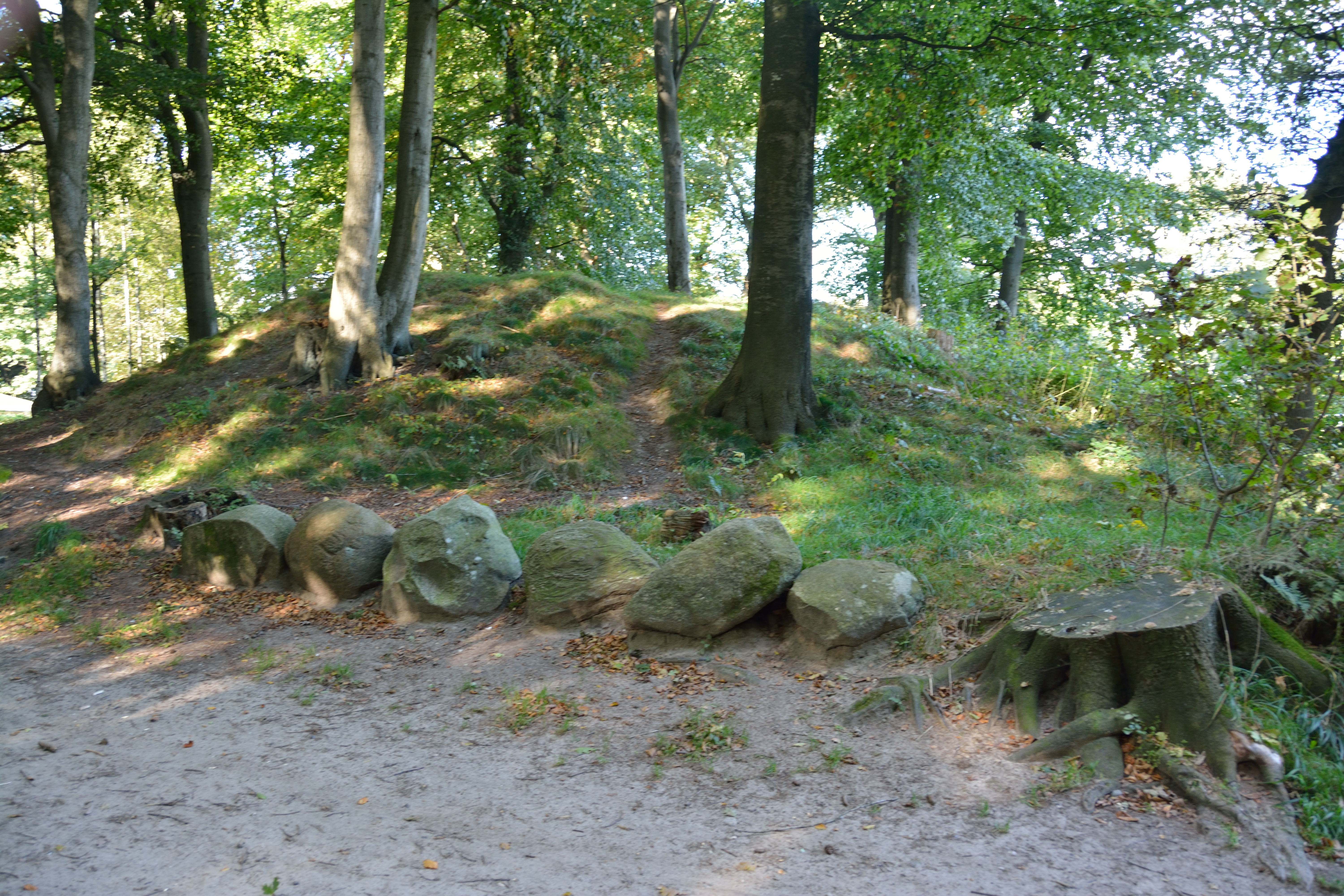
Grabhügel auf den Hademarscher Bergen

1893 erwarb der Kaufmann Claus Struve, mit Billigung der Sparkasse, die im Westen Hademarschens gelegene Koppel „Mang (= zwischen) de Bargen“, die die höchste Erhebung des Kirchspiels einschloss. Der Name stammte von der halbkreisförmigen Gruppe großer Hünengräber. Zweck dieses Kaufs war die Anlegung eines Parks für die Bevölkerung, zumal gerade jener Platz durch die Fernsicht in alle Himmelsrichtungen besonders geeignet war für öffentliche Anlagen. 1894 beauftragte die Sparkasse den Schenefelder Landschaftsgärtner Gustav Peperkorn mit der Erstellung des Parks. Hier „exercierte“ dann auch der Turnverein „Vorwärts“. Damit entstand die Keimzelle der späteren umfangreichen Sportanlagen „auf den Bergen“. Zum Beaufsichtigen und Sauberhalten wurde Johann Rohwedder angestellt, der sich um die Verschönerung des Parks sehr verdient machte.
1899 wurde die als gemeinnütziger Verein gegründete Hademarscher Spar- und Leihkasse in eine Aktiengesellschaft umgewandelt. Die umfangreichen Zuschüsse und Spenden an schon vormals Begünstigte, wie Schule, Kirche und Gemeinde, wurden jedoch stets fort geführt, die in Summe nahezu eine Steuerbefreiung bewirkten. Erst nach dem Ersten Weltkrieg wurden vermehrt Steuern abgeführt, beginnend mit 1925: ein Betrag von 400 Reichsmark.
Zur Jahrhundertwende 1899/1900 schrieb ein Zeitzeuge, der Chorschüler der Kirche gewesen war, in seinen Erinnerungen, dass es schon lange üblich war, dass „bei Trauungen die Mädchen sangen, zu Beerdigungen die Jungen des Chores“.

## 1900 bis 1913
Besonders um die Wende vom 19. zum 20. Jahrhundert, unmittelbar nach Fertigstellung des Kaiser-Wilhelm-Kanals, florierte Hanerau-Hademarschen wirtschaftlich, was auch zu einem rasanten Bevölkerungszuwachs führte. Während die landwirtschaftlichen Betriebe weiterhin das ökonomische Rückgrat des Ortes bildeten, etablierten sich zunehmend Handwerker und kommerzielle Betriebe in der Gemeinde, wie Kaufhäuser, in denen es alle Produkte und Gegenstände des täglichen Bedarfs wie auch importierte Luxusgüter zu kaufen gab.
Nachfolgend Auszüge von Inseraten in der lokalen Zeitung „Landpost“, aus heutiger Sicht teilweise kurios, die jedoch ein Sittenbild aus der Zeit um die Jahrhundertwende 1899/1900 vermitteln:
- Beim Unterzeichneten stehen zwei einjährige ungekörte Stiere zum Verkauf.
- Zu verkaufen ein schwarzbuntes Stierkalb und gute Ferkel.
- Zu verkaufen eine magere Sau und 3 große Ferkel.
- Landmannssohn, z. Z. Schüler einer landwirtschaftlichen Schule, sucht zum April Stellung bei Familienanschluss und Gehalt.
- Älterer Mann als Futterknecht gesucht bei Schweinen und Ochsen.
- Wachsamer, scharfer Hund, am liebsten Schäferhund sofort zu kaufen gesucht. Vertausche auch guten Jagdhund gegen ebensolchen, aber wachsamen.
- Einen Wagen nebst 2 großen Ziehhunden zu verkaufen.
- Zugelaufen: ein großer stahlblauer Hund mit Halsband ohne Namen. Gegen Erstattung der Kosten abzuholen.
- Entlaufen: ein 1 1/4 jähriger Stier, rot mit etwas weiß.
- „Simson-Pferdehalfter“ bedeutend verbessert und stärker.
- „Satruper Viehwaschpulver“ in allen Apotheken zu haben.
- Wascht Euer Vieh mit „Wasmuth’s Viehwaschessenz“.
- Leinöl, Fußbodenöl, Rüböl, Maschinenöl, Tran, Wagenfett, Lederfett.
- Persenningöl zum Wasserdichtstreichen von Stoffen.
- Leinsaat, Hanfsaat, Kanariensaat, Grünvogelfutter.
- Rübeschneide-Maschinen verschiedenen Systems, sehr praktisch.
- Holz-Schuhe in bekannter Güte und zu billigen Preisen.
- Hänge-, Tisch-, Wand- und Hand-Lampen in neuen geschmackvollen Mustern, sämtliche mit starken Brennern versehen, besonders starke Stall- und Wagenlaternen.
- Nähmaschinen für Hand- und Fußbetrieb aus der weltberühmten Nähmaschinenfabrik Dietrich Altenburg.
- Neu eingetroffen: große Auswahl an Regulateuren und Freischwinger, Wecker.
- Vom Besten das Beste zu billigsten Tagespreisen: Versand feinster Holsteinischer Tafelbutter.
- Frische Madeira-Weintrauben zu haben.
- „Babyfreude“ ist die beste, im Gebrauch billigste Kindersaugflasche. Vorzüge: kein Zusammensaugen des Saugers, Verschlucken und Ersticken des Säuglings mehr.
- Vom Zahnkünstler: Künstliche Zähne, tadelloser Sitz garantiert, Umarbeiten nicht passender Gebisse. Zahnextraktionen auch schmerzlos. Gummi-Saug-Gebisse ohne Preisaufschlag.
- Sonntag, den 15. Dezember, ist mein Geschäft bis 6 Uhr abends geöffnet.
- Bekanntmachung: Steuererhebung für das 3. Quartal findet am 11. November noch nicht statt.

Seit 1888 waren Hanerau und Hademarschen unabhängige Gemeinden, beide Orte jedoch bereits um 1900 durch Bebauung eng miteinander verwachsen. Daneben gab es noch den Gutsbezirk Hanerau.
Am 22. Juli 1900 wurde erstmals das seitdem jährlich wiederkehrende Volksfest auf den Hademarscher Bergen abgehalten.
1902 brannte das direkt am Marktplatz gelegene strohgedeckte Hotel Feldhusen ab. Der darauf folgende Neubau, mit einer Harteindeckung als Dach, brannte 1925 erneut ab.
Am 1. Januar 1903 wurde die Bahnhofstraße, die ursprünglich vom Bauern Joh. Hinrich Nottelmann von der Meierei bis zum Bahnhof angelegt worden war, Eigentum der Gemeinde.

Telefonvermittlung 1902

Bereits 1903 wies das Fernsprechverzeichnis 22 Nummern für die Ortsteile Hanerau und Hademarschen auf, zudem je eine Nummer für Bendorf, Gokels, Fischerhütte und Oldenbüttel. Fünf der 26 Telefonnummern gehörten Gastwirtschaften. Erst 20 Jahre zuvor waren die ersten Fernleitungen zwischen deutschen Großstädten verlegt worden. Die Vermittlung geschah von Hand über ein Telefonamt.
Ab etwa 1903 wurde erstmals elektrischer Strom in Hademarschen erzeugt. Das entsprechende Kraftwerk wurde von der Firma Neufeldt & Kuhnke aus Kiel gebaut. Es brannte bereits nach einem Jahr ab und wurde erneut aufgebaut.
Von 1904 bestehen überarbeitete Originale der Katasterkarten Nr. 12 bis 15 von 1878, die den Ortsmittelpunkt von Hademarschen und die Lage aller Gebäude und Gemarkungen zeigen.
Am 2. Mai 1904 wurde die „Landwirtschaftliche Haushaltungsschule“, nach nur acht Monaten Bauzeit, eingeweiht, deren Erstellung durch einen Beschluss der Landwirtschaftskammer 1903 zustande kam. Für den Bau und die gesamte Inneneinrichtung waren 75.000 Mark veranschlagt worden. Sie wurde bis zum Ersten Weltkrieg auch „Kolonial-Schule“ genannt, seitdem und auch weiterhin „Landfrauenschule“, die auch heute noch als Internat betrieben wird. Das imposante und architektonisch interessante Gebäude ist das größte seiner Art im weiteren Umkreis. Landesweit wurde die Schule durch ihre „Blaumeisen“ genannten Schülerinnen bekannt, die alljährlich an der Internationalen Grünen Woche in Berlin teilnehmen.
1906 wurde die Hademarscher Kirche umfangreich renoviert und im Inneren verschönt.
Von 1907 bis 1914 wurde der Kaiser-Wilhelm-Kanal verbreitert. Allein im Abschnitt Grünenthal nahe Hademarschen wurden dafür 500 bis 600 Arbeiter beschäftigt.
1909 wurde nach Bildung einer Genossenschaft ein neues Gebäude für die Höhere Töchterschule in der Bahnhofstraße gebaut. Doch schon 1912 gab die Neuordnung des Mittelschulwesens in Preußen vom 3. Februar 1910 Anlass, die Töchterschule in „Gehobene Klassen der Volksschule“ umzuwandeln. Eingangs gab es zwei Schulklassen. Ostern 1913 wurde die dritte Klasse eingerichtet. Das Schulgeld betrug 100 Mark für das erste Jahr, 120 Mark für das zweite und 140 Mark für das dritte Jahr.
1910 wurde zwischen dem Hademarscher Turnverein „Vorwärts“ und den Lehrern der örtlichen Schule vereinbart, dass „Dienstag und Freitag schulfrei sein sollte, damit die Fortbildungsschüler am Turnunterricht teilnehmen konnten“.
Eine Detailkarte der Elbmündung von 1910 zeigt Hademarschen und Hanerau noch als zwei separate Ortschaften.
Am 15. Juni 1911 wurde in Hanerau das Denkmal zu Ehren von Dr. Johannes Mannhardt (15. Juni 1840 bis 14. Juni 1909) eingeweiht. Nach seinem Studium und als Kriegsfreiwilliger 1870/71 in Frankreich, wo er sich das Eiserne Kreuz erwarb, war er Lehrer an verschiedenen Gymnasien gewesen, bevor er 1877 die Leitung des von seinem Vater gegründeten Mannhardtschen Knabeninstituts in Hanerau übernahm. Er war ein hochbegabter Pädagoge und galt unter seinen Schülern als besonders beliebter und verehrter Lehrer, die ihm das Denkmal setzten.
Anlässlich des Volksfestes 1911 wurde erstmals ein Flugzeug in Hademarschen vorgeführt. Zeitzeugen berichteten jedoch, dass „außer viel Motorenlärm und einigen Hopsern auf dem Feld nicht viel zu sehen gewesen“ sei. Daraufhin wollten dann ein Schlachter und ein Zimmermann „dem Piloten ans Fell“, konnten aber von Dritten „zurückgehalten werden“.
Im Februar 1913 gründeten etwa 40 Kanalarbeiter in Ebels Gastwirtschaft in Grünenthal den SPD-Ortsverein Hademarschen. Der Verein wurde 1933 aufgrund des Ermächtigungsgesetzes vom 24. März aufgelöst und im Sommer 1945 wieder belebt.
Im Sommer des Jahres 1913 wurde der „SV Merkur“ als Fußballverein gegründet. In den Folgejahren kamen viele Disziplinen hinzu, wie die Sparten „Homarscher Deerns“, eine Trachtengruppe für Volkstänze, und nach dem Zweiten Weltkrieg auch Volleyball, Taekwondo, Schach, Badminton, eine Gymnastikgruppe und Schwimmen, womit sich ein vielseitiger Sportverein entwickelte, der noch heute besteht und sich großer Teilnahme erfreut.

## 1914 bis 1938
1914 war die Schülerzahl der erst 1909 neu gebauten (aber erst seit 1. Februar 1926 so bezeichneten) Mittelschule bereits auf 82 angestiegen, und es wurde beschlossen, ein neues Gebäude zu bauen. Durch den einsetzenden Ersten Weltkrieg, die darauf folgenden schwierigen Jahre und den späteren Zweiten Weltkrieg verzögerte sich das Projekt jedoch um Jahrzehnte. Sie hieß ab dem 11. November 1929 Theodor-Storm-Schule.
Die Oberschüler aus Hanerau-Hademarschen besuchten die 1903 gegründete Realschule (ab 1908 in eine Oberrealschule umgewandelt, ab 1957 Werner-Heisenberg-Gymnasium genannt, dessen frühe Wurzeln jedoch bis 1778 zurückreichen) im 24 km entfernt gelegenen Heide und fuhren gemeinhin mit der Eisenbahn vom Bahnhof Hademarschen. Von den Geburtsjahrgängen um den Ersten Weltkrieg, beispielsweise 1915, besuchten lediglich etwa 1 % aller Kinder und Jugendlichen das Gymnasium. Etwa 30 Jahre später waren es bereits 4 %, also 1 von 25. Ein Schüler aus Hademarschen, der aufgrund seiner Leistungen nach und nach drei Klassen übersprungen hatte, wurde vor seinem letzten Schuljahr „wegen mangelnder Reife“ (er war zwei Köpfe kleiner als seine Klassenkameraden) wieder um ein Jahr rückversetzt. Ansonsten wäre er 1932 einziger Abiturient in Deutschland mit nur 16 Jahren gewesen; so war er 1933 17 Jahre alt, als einer von dreien. Eingangs wurden Knaben und Mädel noch in separaten Klassen unterrichtet; später wurden diese zusammengefasst.
Im Ersten Weltkrieg (1914–1918) verloren 180 Soldaten aus dem Kirchspiel Hanerau-Hademarschen ihr Leben.
Unmittelbar nach dem Ersten Weltkrieg wurden alle Bäume der Hauptstraße des Ortes, einer beeindruckenden durchgehenden Kastanienallee, zwecks Straßenverbreiterung geschlagen, was dem langjährigen Ortsbild Vieles von seinem vormals typischen Charakter nahm. Als erste Straße wurde 1932 die Theodor-Storm-Straße mit einer Asphaltdecke überzogen.
1921 wurde das Hademarscher Elektrizitätswerk von dem aus Brake an der Weser übersiedelten Elektromeister Berthold Schulz übernommen und nach einer Maschinenexplosion am 1. September 1926 mittels Umbau von Gaskolbenmotoren auf Dieselgeneratoren modernisiert. Es wurde Gleichstrom produziert, der in umfassenden Batterieanlagen (Aquarien-artigen Glasgefäßen, mit darin stehenden Bleiplatten, durch dünne Glasröhren voneinander getrennt, und mit verdünnter Schwefelsäure befüllt) gespeichert und bei Bedarf zusätzlich ins Netz gespeist werden konnte, über welches mit werkseigenen Leitungen das gesamte Kirchspiel mit allen dazugehörigen Dörfern beliefert wurde. Ein „Arbeiterhaushalt“ hatte in jener Zeit eine monatliche Stromrechnung von 50 bis 75 Pfennigen zu begleichen, ein „Großbauer“ 1,50 bis 2,50 Reichsmark. Der Unterschied ergab sich aus einer typisch einzigen 30-Watt- zur 100-Watt-Glühbirne im jeweiligen Wohnzimmer.
Im Jahr 1923, als Deutschland von einer Hyperinflation erfasst wurde, berichtete ein Augenzeuge, dass, „weil sich die vorgenannte individuelle Stromrechnung nun auf Milliarden von Reichsmark belief, der E-Werkbesitzer einen Anhänger hinter sein Auto spannen ließ, um die monatlichen Stromgelder einsammeln zu lassen. Die Zählung der Einnahmen erfolgte ausschließlich nach geschnürten 100-Milliarden-Paketen, die noch am selben Tag zum Kaufmannsladen im Ort verbracht wurden, um dort Naturalien einzukaufen, mit denen die Arbeiter des E-Werks, statt Geld, bezahlt wurden. Nur einen Tag später hätte es lediglich die Hälfte an Gütern für das gleiche Geld gegeben“. Derselbe Zeitzeuge berichtete, dass in jener Zeit „eine Eisenbahnfahrkarte von Hamburg nach Bremen fünf Milliarden Reichsmark kostete, gleichpreisig mit einem Hühnerei.“
Als 1923 die Hademarscher Liedertafel ihr 80-jähriges Jubiläum feierte, wurde ein Reingewinn von „2 Millionen 154 Tausend 150 Mark“ erwirtschaftet, und angesichts der Inflation musste dann das Gehalt des Dirigenten auf ein halbes Pfund Butter pro Übungsabend festgesetzt werden. In den Krisenjahren 1923/24 verloren die Einwohner des Ortes, wie auch die örtliche Sparkasse, ihre gesamten Barvermögen.
1925 wurde das „Ziegelwerk Hademarschen“ gegründet.
Am 6. Januar 1928 wurde der Jagdverein „Hubertus“ in Hademarschen gegründet, benannt nach dem heiligen St. Hubertus, dem Schutzpatron der Jäger.
1928 wurde der Gutsbezirk Hanerau aufgehoben.
Im Extremwinter 1928/29 (der sich später als der kälteste des 20. Jahrhunderts herausstellte), als in Deutschland bis zu minus 30 Grad gemessen wurden und alle Gewässer, wie die großen Flüsse Donau, Oder, Rhein, Weser und Elbe zufroren, auch die Küsten an Nord- und Ostsee, wurde auch der Nord-Ostsee-Kanal mit einer undurchdringlichen Eisschicht zugedeckt. Der Schiffsverkehr kam völlig zum Erliegen.
Der im Jahr 1930 gedruckte „Führer durch Hademarschen-Hanerau“ spricht von „Luftkurort und Sommerfrische“ und nennt für den Doppelort eine Einwohnerzahl von circa 2500.

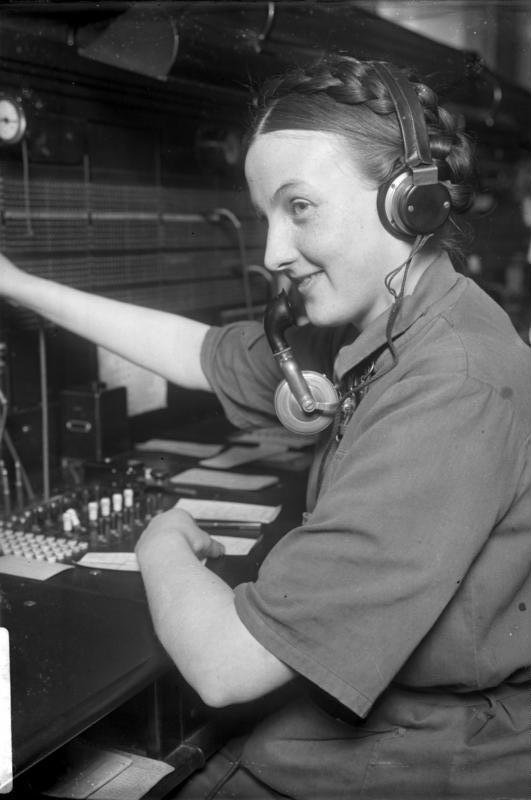
Telefonistin 1928

Bereits 1930 waren die Telefonnummern im Ort dreistellig (bis 236 identifiziert), was für eine in jener Zeit ungewöhnlich hohe Fernsprecherdichte für eine ländliche Gegend dieser Art und einem Ort mit 2500 Einwohnern spricht. Zurückzuführen ist dies vermutlich vor allem auf die rege kommerzielle Tätigkeit des zentral gelegenen Ortes, aber auch auf den in den ‚guten Jahren‘ akkumulierten Wohlstand der Einwohner. Die Telefonate wurden in jener Zeit noch von Hand vermittelt. Auch wurde im Ort eine eigene Zeitung gedruckt, „Die Landpost“, die dreimal wöchentlich erschien.
Die Züge der Linie Neumünster-Heide verkehrten fünfmal täglich; vier Zugpaare transportierten auch Post. Es gab 1930 sieben Banken- und Sparkassen-Niederlassungen in Hanerau und Hademarschen. Trotz der damals noch vergleichsweise autoverkehrsschwachen Zeit, gab es mehrere Tankstellen im Ort, Reparaturwerkstätten, sogar eine „Privatkraftfahrschule“ wie auch eine „Autovermietung für Nah- und Fernfahrten im Tag- und Nachtbetrieb“, eine andere „mit geschlossenen 6-Sitzer-Wagen und Schnell-Lastwagen“. Von den vielen Gasthöfen und Hotels warben einige mit „Elektrischer Lichtanlage“, „Großraum-Musikübertragungs-Anlagen“ und ähnlichem.
1931 brannte das Gehöft des Bauern Stotz ab. 1932 erhielt die lokale Freiwillige Feuerwehr dank von der Sparkasse gestifteter tausend Reichsmark ihre erste moderne Motorspritze.
In den frühen 1930er-Jahren, als im Zuge der Weltwirtschaftskrise und der daraus resultierenden Not insbesondere extreme politische Parteien mehr und mehr Zulauf erhielten, spaltete sich auch Hanerau-Hademarschen in verfeindete Lager, die sich in dieser von mehreren Seiten so bezeichneten „Kampfzeit“ teilweise illegal bewaffneten. So wurde u. a. eine ältere Frau in der Theodor-Storm-Straße, die sich vermutlich weder hinsichtlich der politischen Ausrichtung noch über mögliche Konsequenzen im Klaren war, überredet, Gewehre unter den Dielenbrettern ihres Hauses „für den Fall“ zu lagern. Am Ende siegte jedoch die Vernunft, und es kam zu keinen größeren Kampfhandlungen oder gar Blutvergießen unter den Einwohnern des Ortes.
1936 wurde das Elektrizitätswerk mit dem kompletten Netz an die Stromverteilungsgesellschaft Schleswag verkauft und, bis auf das Netz, stillgelegt. Das Gebäude ist noch heute in der Bahnhofstraße 18 zu sehen. Auch Umspannhäuschen aus jener Zeit stehen noch, so an der Bismarckstraße in der Nähe des Bahnhofs.
Am 1. April 1938 wurden die seit 1888 getrennten Gemeinden Hanerau und Hademarschen entsprechend der am 30. Januar 1935 erlassenen Deutschen Gemeindeordnung offiziell zusammengelegt. Es hatte in beiden Ortsteilen viele Stimmen gegeben, die sich dagegen aussprachen; man musste sich jedoch dem Gesetz beugen. Hingegen schaffte man es mittels Eingaben an den Oberpräsidenten in Kiel, entgegen den geltenden Regularien, beide Ortsnamen zu erhalten und in der offiziellen Schreibweise mit einem anderweitig grundsätzlich unerwünschten Bindestrich zu „Hanerau-Hademarschen“ zusammenzufügen.

## 1939 bis 1949

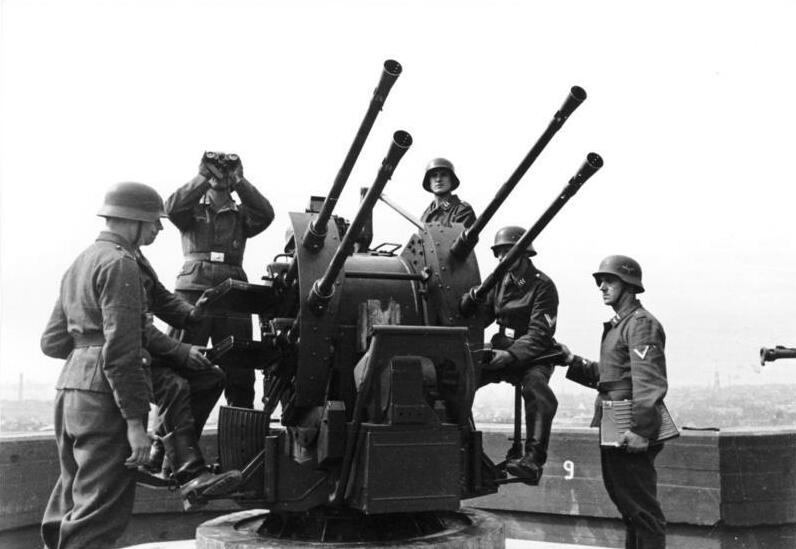
Deutsche Vierlingsflak für den Objektschutz im Zweiten Weltkrieg

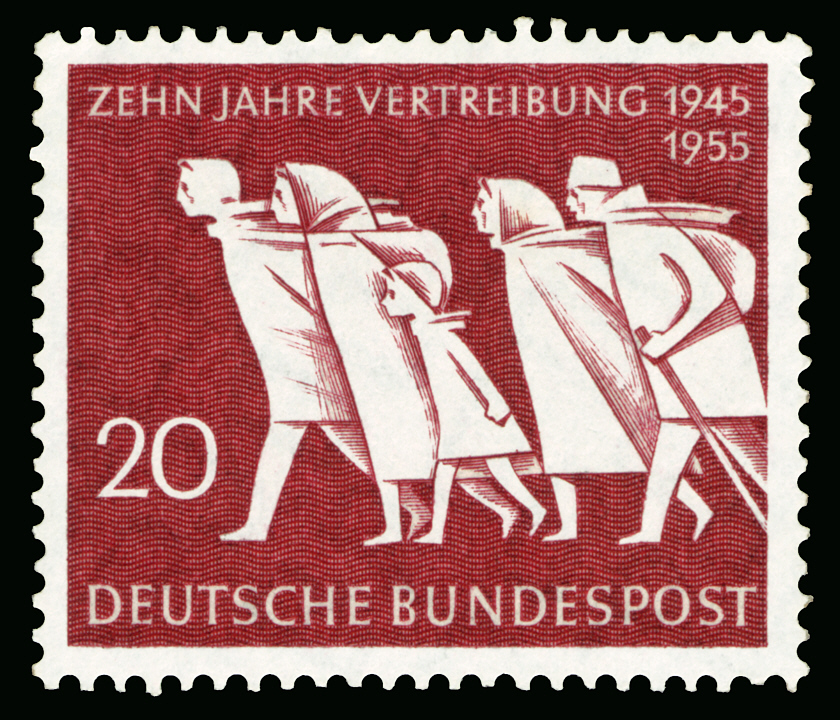
Gedenkmarke zur Vertreibung der Deutschen aus den Ostgebieten

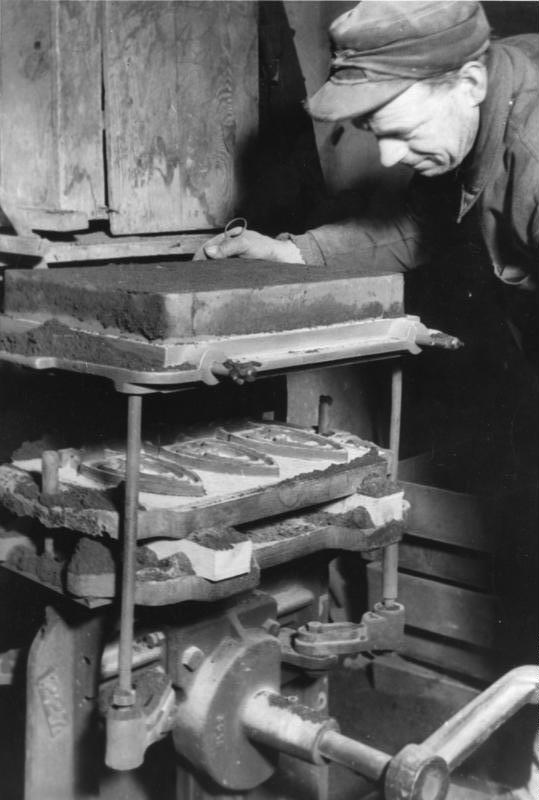
Stahlgießerei für Bügeleisen

Ab 1942, im Zuge des Zweiten Weltkrieges, glich der Ort einem „Heerlager“. Die deutsche Wehrmacht schlug hier ihre Quartiere auf, zum Schutz der strategisch wichtigen Grünentaler Hochbrücke über den Nord-Ostsee-Kanal (damals noch Kaiser-Wilhelm-Kanal genannt). Aus dieser Zeit stammt auch der Flak-Turm auf den Hademarscher Bergen. Weitere schwere Flakgeschütze wurden direkt an der Brücke positioniert.
Im Zweiten Weltkrieg (1939–1945) fielen 200 Soldaten aus Hanerau-Hademarschen und den zum Kirchspiel gehörigen Dörfern. Ihnen wurde ein Denkmal auf dem Hademarscher Friedhof gesetzt, welches die Namen aller Gefallenen, wie auch die der 180 nicht heimgekehrten Soldaten des Ersten Weltkrieges, nennt.
Unmittelbar nach Kriegsende wurde der Ort ab Mai 1945 kurzfristig von amerikanischen, danach britischen Streitkräften besetzt. In den Folgejahren gehörte Hanerau-Hademarschen, wie ganz Schleswig-Holstein, zur Britischen Besatzungszone.
In den ersten Jahren nach dem Zweiten Weltkrieg, im Zuge des gewaltigen Zustromes von Flüchtlingen und Heimatvertriebenen aus dem Osten, nahm auch Hanerau-Hademarschen eine große Zahl dieser Menschen auf, teils wegen behördlicher Einweisungen, zumeist aber auf freiwilliger Basis, wodurch sich die Einwohnerzahl des Ortes und auch des gesamten Kirchspieles vorübergehend verdoppelte. Schleswig-Holstein hatte mit 33 % der Wohnbevölkerung den höchsten Flüchtlingsanteil aller drei westlichen Besatzungszonen.
Am 1. Mai 1948 waren in Hanerau-Hademarschen 2216 Einheimische und 2178 Flüchtlinge gemeldet, im gesamten Kirchspiel 4470 Ansässige und 4478 Neuankömmlinge. Im Dorf Bornholt kamen gar 317 Flüchtlinge auf nur 199 Einheimische. So gewährte u. a. ein älteres Ehepaar in der Hademarscher Bahnhofstraße vier Familien beziehungsweise Partien mit insgesamt zwölf Personen Unterkunft in drei Gebäudeteilen ihres Hauses, die teilweise noch bis 1961 dort wohnten, bei einer eingangs typischen Monatsmiete von fünf Reichsmark für ein geräumiges Zimmer mit Bad. Viele der Flüchtlinge blieben in Hanerau-Hademarschen und den umliegenden Dörfern, wurden ansässig und ihre Nachkommen wuchsen somit in einer neuen Heimat auf.
Bereits ab 1947 nutzte ein aus Schlesien vertriebener Industrieller die leer stehenden Räume des ehemaligen Elektrizitätswerkes, gründete die Firma Elektromechanik Rolf Heinemann KG und beschäftigte 80 Mitarbeiter. Gemäß dem damaligen Credo „aus Stahlhelmen machen wir Bratpfannen“ produzierte man „Elektrowärme-Geräte, Kleinmotoren und Heissluftduschen“, also diverse elektrische Haushaltsprodukte für den privaten und den industriellen Bedarf, vorrangig aus restlichen Materialbeständen des Krieges, soweit diese nicht von den Alliierten konfisziert worden waren. Die Bügeleisen der Firma waren sehr einfach konzipiert, mit in Schamotte eingegossenen Heizspiralen, und waren, trotz Langlebigkeit, bei Funktionsuntüchtigkeit nicht reparierbar. Auch wurde dort erstmals ein simpler Haarfön mit Aluminiumgehäuse und zum Luftstrom ausgerichtetem koaxialem Rotor von Heinz Johann Schulz, dem Sohn des Besitzers des ehemaligen Elektrizitätswerkes, entwickelt, von diesem Unternehmen gebaut und vermarktet. Hierfür bedurfte es eines deutlich geringeren Materialaufwandes als für die vormals üblichen Modelle mit großem in Luftstromrichtung agierendem Schaufelrad, und der schon der heute üblichen Bauweise entsprach, jedoch in den Jahren der Noch-Nachkriegswirren nicht zum Patent angemeldet wurde.
1947 wurde der bis 1955 in Hademarschen wirkende Pastor Hans Wilhelm Treplin zum Propst der Propstei Rendsburg ernannt. Er hatte 1918 seinen Vater August Wilhelm Martin Treplin als Pastor abgelöst, der bis zu seinem Tode 1917 ebenfalls Propst gewesen war.
1948 wurde der vormalige Kaiser-Wilhelm-Kanal in Nord-Ostsee-Kanal umbenannt. Im internationalen Verkehr hieß er immer schon „Kiel Canal“.
Am 18. Dezember 1949, also noch „in der schlechten Zeit“, der unmittelbaren Nachkriegszeit, und wie man diese rückblickend in den wirtschaftlich besseren Folgejahren nannte, wurde der „Verein für Handel, Handwerk und Gewerbe Hanerau-Hademarschen e. V.“ gegründet, womit auch für Hanerau-Hademarschen der wirtschaftliche Wiederaufschwung begann. Der erste Vorsitzende war Franz Wegener und der Monatsbeitrag für die Mitgliedschaft betrug eine Deutsche Mark. Bereits 1971, nach dem Zusammenschluss mit der „Ortshandwerkschaft“, waren mehr als 100 Betriebe Mitglieder des Vereins. Zum 25-jährigen Jubiläum 1974 waren es bereits 138. Der Verein ist, neben der Interessenvertretung für die Mitglieder, aktiv in vielen Belangen des örtlichen Lebens, organisiert lokal abgehaltene Messen, richtet Feste aus, fördert junge Menschen und kümmert sich um die Verschönerung des Ortes. Mittlerweile ist der Verein auch regional tätig und befindet sich im ständigen Austausch mit mehreren Nachbargemeinden.

## 1950 bis 1999

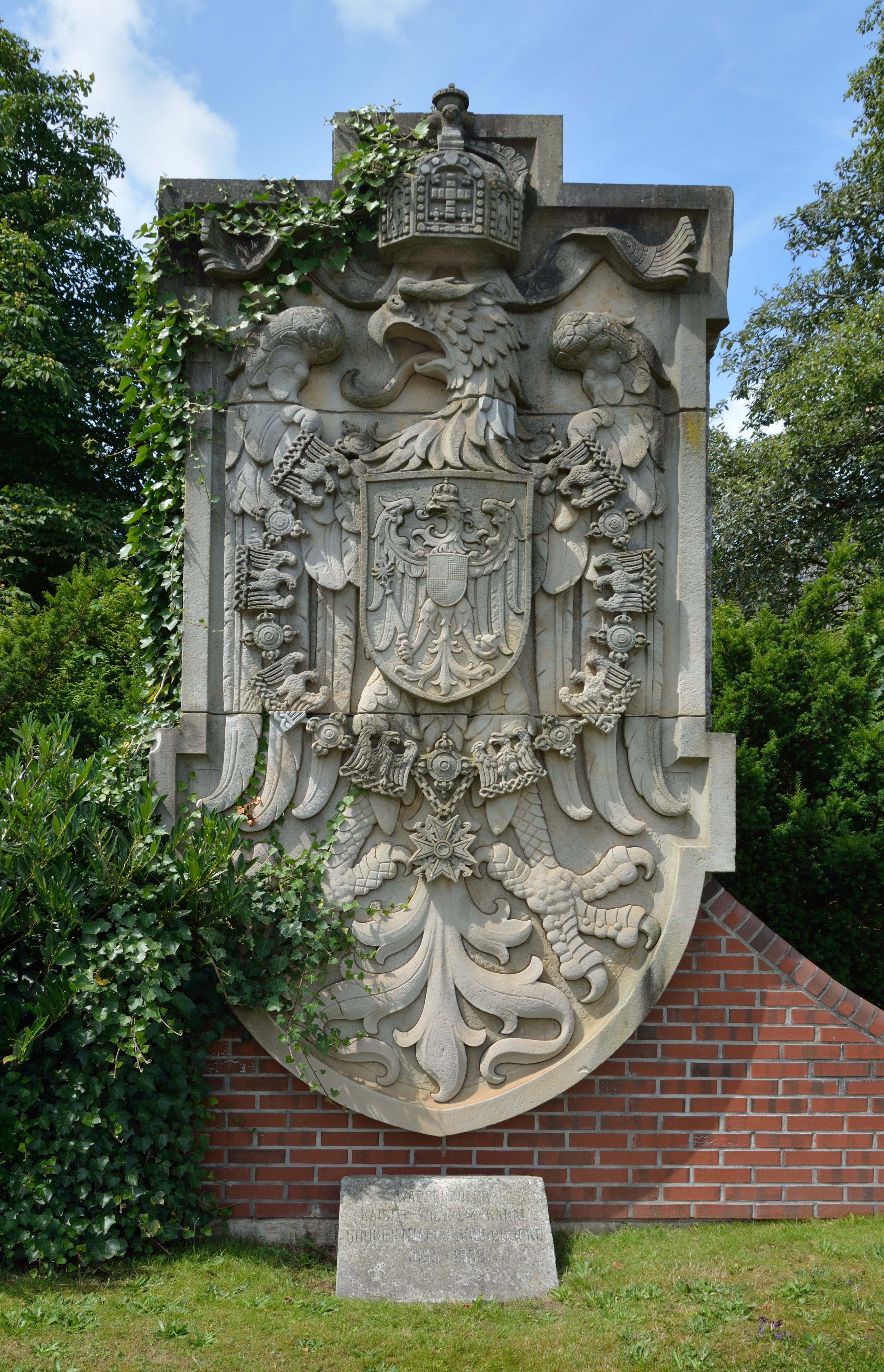
Denkmal der alten Brücke

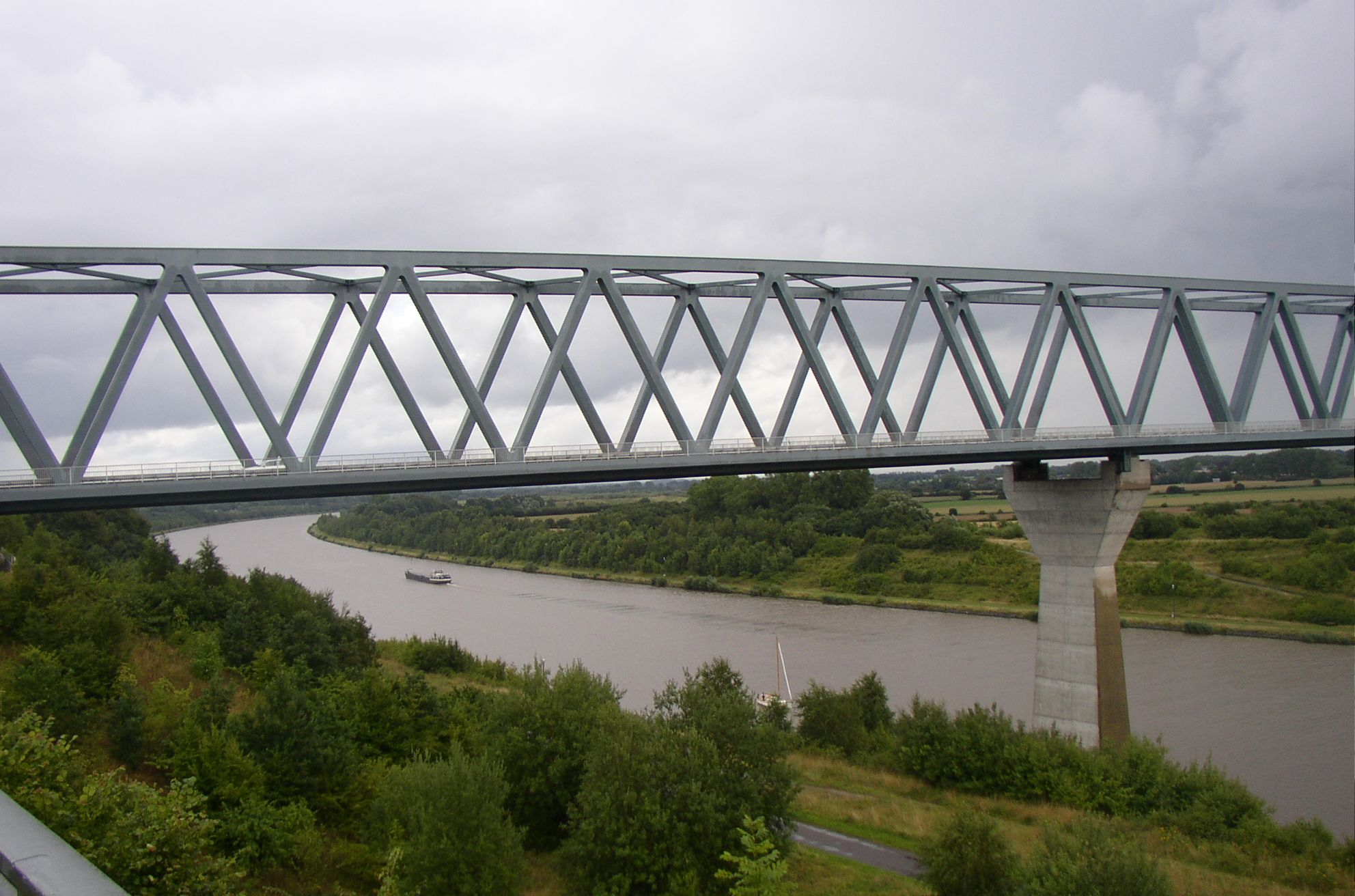
Neue Grünentaler Hochbrücke 1986

Hademarschen galt für mehr als zehn umliegende Dörfer stets als zentraler Ort, war ständig sehr belebt und bot, neben den guten Einkaufsmöglichkeiten in mehreren großen Kaufhäusern und vielen weiteren Geschäften, mit Cafés, Gaststätten und Hotels viel Kurzweil, auch für die Durchfahrenden auf der Bundesstraße von Hamburg nach Heide, Husum und Sylt. So gab es in Hademarschen noch 1955 drei Lichtspielhäuser gleichzeitig, die beispielsweise an Sonn- und Feiertagen jeweils bis zu drei Vorstellungen boten.
Als 1955 Pastor Hans Wilhelm Treplin (1884–1982) in den Ruhestand ging, dessen Vater bereits langjähriger Pastor des Ortes gewesen war, ging in Hademarschen eine Ära vorüber: 83 lange Jahre, ununterbrochen seit 1872, hatte „ein Pastor Treplin“ in der Kirche gepredigt und Taufen, Konfirmationen, Hochzeiten und Trauerfeiern begleitet. Unmittelbar danach folgte, erstmals in der bekannten Geschichte der Hademarscher Kirche seit 1560, eine Vakanz von zwei Jahren ohne Pastor. Von 1957 bis 1987 versah Karl-Emil Schade dieses Amt.
Erst 1956/57 konnte das bereits 1914 geplante Projekt eines Neubaus der Theodor-Storm-Mittelschule, nach zwei überwundenen Weltkriegen, auf der vormaligen „Pastorenkoppel“ verwirklicht werden, nunmehr jedoch als komplettes Schulzentrum, so auch die Volksschule und Kreisberufsschule beinhaltend. Ebenfalls 1957 erhielt die Landfrauenschule einen Anbau. Zudem entstanden neue Wohnviertel (Hofkoppelweg, Brandheide, Heisern, Totenweg, am Batz) und wurden schließlich auch die letzten Straßen des Ortes asphaltiert. Damit wurde das Gesicht des Ortes Hanerau-Hademarschen im Laufe der 1950er-Jahre stark verändert.
Am 11. Januar 1968 entstand der „Frauenchor Hademarschen“, der seine Gründung indirekt auf Theodor Storm zurückführt. Anlässlich der 150. Jahresfeier zu Storms Geburtstag hatte im September 1967 der Dirigent der „Hademarscher Liedertafel“ und Organist, Walter Wieben, einige Gedichte von Storm vertont, und zwar für einen gemischten Chor, in dem den Männern der Liedertafel Frauenstimmen hinzugefügt werden sollten. Nach Ende der erfolgreichen Feierlichkeiten beschlossen die Frauen zusammen zu bleiben und den Chor zu gründen. Walter Wieben agierte dann auch hier als Dirigent von 1968 bis 1981.
Am 25. September 1968 fand die Gründungsversammlung der ersten 32 Mitglieder des Hademarscher Sportschützenvereins statt, bei dessen Zustandekommen der Polizei-Obermeister Rudolf Kühl sehr hilfreich war. 1970 wurde eine Luftgewehr-Halle gebaut. Angesichts administrativer Schwierigkeiten mit den Ämtern des Kreises Rendsburg ging man zum Üben für Wettbewerbe auf einen angemieteten Schießstand in Dithmarschen. Anlässlich des Volksfestes 1987 stellte man sich erstmals öffentlich in der Vereinstracht, grünen Jacken und schwarzen Hosen, vor.
1970/71 erhielt die Landfrauenschule ein zusätzliches neues Schulgebäude.
1972/74 entstand auf „den Bergen“ ein großzügiges, gänzlich neues Schulzentrum.
Die Schneekatastrophe 1978/1979, als ganz Schleswig-Holstein stark betroffen wurde, der gesamte Verkehr tage- und wochenlang zum Erliegen kam, lief für Hanerau-Hademarschen, trotz des Katastrophenalarms ab 13. Februar 1979, einigermaßen glimpflich ab.
Vom 18. Mai bis 3. Juni 1984 beging Hanerau-Hademarschen die Jubiläumswochen für
- 800 Jahre Burg Hanerau
- 350 Jahre St.-Vitus-Schützengilde
- 141 Jahre Hademarscher Liedertafel
- 100 Jahre Freiwillige Feuerwehr
- 50 Jahre Angelsportverein
- 20 Jahre Schießstand

Es gratulierten der Stellvertretende Kreispräsident Stadelbauer, Landrat Bellmann, Amtsvorsteher Delfs und Bürgermeister Richard Feldhusen.
Ebenfalls 1984 wurde das „Heimatmuseum“ in Hademarschen gegründet und in der früheren Schule im Ortsteil Kloster untergebracht.
Von 1984 bis 1986 wurde die nahezu 100 Jahre alte Bogenbrücke über den Nord-Ostsee-Kanal bei Grünental durch eine parallel verlaufende Fachwerkbalkenbrücke ersetzt, die sowohl zwei Straßentrassen, das einspurige Bahngleis der Strecke Neumünster–Heide wie auch Rad- und Fußweg aufnimmt. Die Konstruktion umfasst eine dreifeldrige pfostenlose Strebenfachwerkbrücke aus Stahl mit einer Gesamtstützweite von 405,16 Metern. Die neue Brücke stellt vor allem deswegen eine Verkehrsverbesserung dar, weil nunmehr zeitlich durchgehend befahrbar, während die vormalige Brücke bei Bahnverkehr mittels Schranken für den Straßenverkehr gesperrt werden musste. Die Gesamtkosten aller Baumaßnahmen betrugen 78 Millionen DM. Allein für den Brückenüberbau wurden 3500 Tonnen Stahl verarbeitet. Die alte Brücke wurde bis auf die Fundamente abgerissen, die zu Aussichtsplattformen umgestaltet wurden. Die Grünentaler Hochbrücke, alt und neu, ist bereits seit 1892 eine Attraktion für Besucher von nah und fern, nicht nur wegen des Fernblicks über die weitere Umgebung, sondern vor allem, um die darunter durchfahrenden, teils sehr großen Schiffe zu betrachten. Der „Kaiseradler“, der die alte Brücke zierte, steht heute in Hademarschen als Denkmal an der Ecke Bergstraße / Hafenstraße.
Auch 1988 war ein besonderes Jahr für Hanerau-Hademarschen: gleich neun Jubiläen wurden in den Festwochen vom 16. Juni bis 4. Juli gewürdigt und gefeiert:
- 145 Jahre Hademarscher Liedertafel
- 100 Jahre Todestag von Theodor Storm
- 100 Jahre Turnverein „Vorwärts“
- 75 Jahre Sportverein „Merkur“
- 75 Jahre SPD-Ortsverein Hademarschen
- 60 Jahre Jagdverein „Hubertus“
- 50 Jahre Zusammenlegung der Gemeinden Hanerau und Hademarschen
- 20 Jahre Frauenchor Hademarschen
- 20 Jahre Hademarscher Sportschützen.

Zu diesem Anlass gratulierten der Kreispräsident Struve, der Landrat Bellmann und der Bürgermeister Richard Feldhusen.

## 21. Jahrhundert

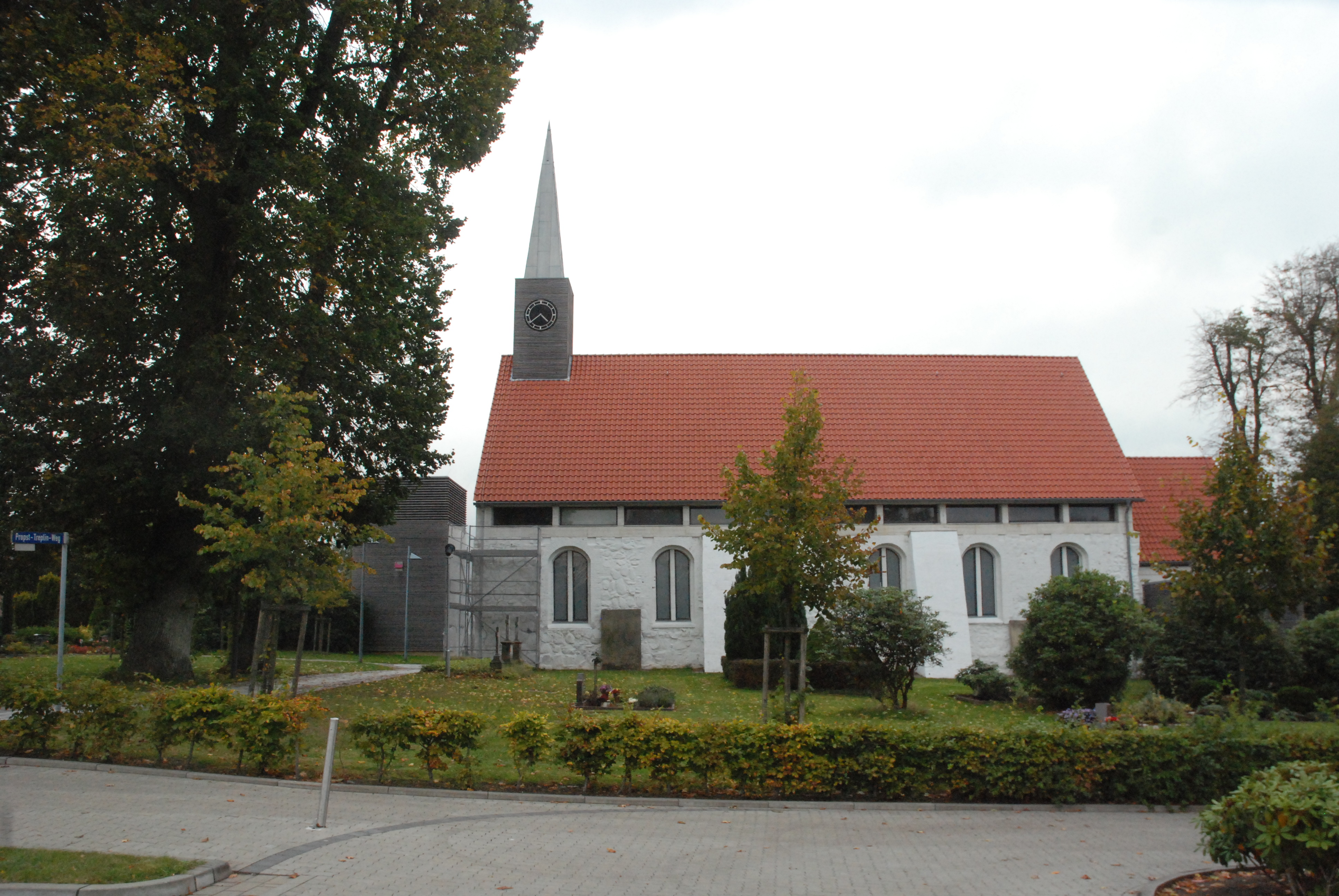
Wiederaufgebaute Kirche Hademarschen

In der Nacht zum 27. Dezember 2003 wurde die St. Severin-Kirche zu Hademarschen bei einem verheerenden Brand völlig zerstört. Die Kirche war etwa 800 Jahre Mittelpunkt des Ortes gewesen und hatte viele Stürme der Jahrhunderte und eine große Zahl von Kriegen überdauert.
Sie war 1963/64 maßgeblich renoviert worden. Kurz vor dem Brand war noch ein neues, gestiftetes Kirchenfenster eingebaut worden, welches gemeinsam mit den zwei anderen, über hundert Jahre alten schönen Bleiglas-Fenstern, in der großen Hitze des Brandes zerstört wurde. Neben alten Gemälden, adeligen Wappen, geschnitzten Gestühlswangen von 1584, die erst anlässlich der Renovierung 1963/64 wiedergefunden worden waren, schöner Holztäfelung an der Emporenbrüstung, Gedenktafeln für die Gefallenen des Ortes, dem Tauftisch von 1883 und vielem anderen Kirchengerät, wie Kruzifixen und schweren gotischen Bronzeleuchtern, ging auch die Turmuhr von 1823 in den Flammen auf. Ein besonders großer Verlust war die 1618 vom berühmten Holzschnitzer Hans Peper in Rendsburg geschaffene Holzkanzel, der auch andere bedeutende Werke in wichtigen Kirchen, so im Meldorfer Dom 1603 und in der Rendsburger Marienkirche 1621, hinterließ. Nach einer alten Aufzeichnung war es „die schönste Kanzel in der weiteren Umgebung“. Sie trug die folgende Inschrift in Hochdeutsch: „Godt und Königlicher Majestät zu Ehren ist diese Canzel durch Befürdrung des gestrengen Edlen Ernstfesten Baltzer (Balthasar) von Alefelt, Königlicher Rat Amtmann auf Rensburg, und der Ernstfeste Manhafte Marquart Rantzow Vorwalter zu Hanrow gesetzet.“ Auch der geschnitzte Türrahmen von 1618, früher zum Aufgang zur Kanzel, später zur Sakristei, ging verloren. Die alte, mit schönen Verzierungen versehene Bronzeglocke, 1780 vom Glockengießermeister Beseler in Rendsburg gegossen, die den Hademarschern mehr als 200 Jahre lang zur Andacht, allen Taufen, Hochzeiten und Beerdigungen, aber auch in Kriegszeiten geläutet hatte, hing, von weit her gespenstisch anzusehen, noch für eine Weile rotglühend im Turm, bis dann die gesamte hölzerne Dachkonstruktion kollabierte und alles andere mit sich in das lodernde Feuer riss. Untersuchungen ergaben, dass der Brand in dem kurz vorher erneuerten Sicherungskasten entstanden war. Bei den anschließenden Aufräumarbeiten fand man unter der zerstörten Feldsteinkirche die Reste einer nochmals deutlich älteren Holzkirche, die vor dem Jahr 1000 erbaut worden sein dürfte.
2007 wurde die inzwischen neu aufgebaute Hademarscher Kirche geweiht. Man konnte die aus großen Findlingen bestehenden Grundmauern wieder verwenden, erhöhte diese jedoch durch eine zweiseitige Fenstergalerie beträchtlich und erhielt somit, auch durch einen zusätzlich erhöhten Dachfirst, einen deutlich höheren Innenraum. Zudem wurde ein kleiner spitzer Turm als Dachreiter gesetzt, mit neuer Turmuhr, der, wenn auch viel moderner, an das Gesamtbild der alten abgebrannten Kirche erinnern soll. Neben der Kirche wurde ein separater Glockenturm errichtet.
Die seit 1560 namentlich festgehaltenen 20 Pastoren und Pastorinnen der Hademarscher Kirche dienten zumeist langjährig. Sieben waren jeweils zwischen 36 und 48 Jahre im Amt, darunter der bekannte Theologe Hans Lorenz Andreas Vent von 1815 bis 1863, und auch Propst August Wilhelm Martin Treplin von 1872 bis 1917.
Am 31. Dezember 2011 betrug die Einwohnerzahl des Ortes Hanerau-Hademarschens genau 3000, die Gemeinde inklusive der umliegenden, dazugehörigen Dörfer 6600 Einwohner, der Nahbereich etwa 8000 und das Einzugsgebiet etwa 17500 Menschen.
Am 1. Januar 2012 wurde das zum Kreis Rendsburg-Eckernförde gehörige, vormals eigenständige Amt Hanerau-Hademarschen aufgelassen und gemeinsam mit den Ämtern Aukrug, Hohenwestedt-Land und der Gemeinde Hohenwestedt zum Amt Mittelholstein zusammengeschlossen. Der Amtssitz befindet sich in Hohenwestedt, während in Hanerau-Hademarschen ein Bürgerbüro unterhalten wird.
Am 9. September 2013 beschloss der Kirchengemeinderat die vorübergehende gänzliche Schließung der Hademarscher Kirche. Nachdem die Kirche im Dezember 2003 einem Großbrand zum Opfer gefallen war und bis 2007 wieder aufgebaut wurde, hatten sich bereits 2008 erste Risse in der westlichen Außenmauer gezeigt, die sich bis zum Sommer 2013 deutlich vergrößerten. Aus Sicherheitsgründen wurden die Haupteingangstür entfernt und das offene Portal zugemauert. Bis zu einer technischen Klärung und endlichen Sanierung des Baus werden die Gottesdienste in der Kirche der Nachbargemeinde Gokels abgehalten. Nachdem im Jahre 2017 gerichtlich entschieden worden war, dass der Kirchengemeinde Schadensersatz zusteht, da der verwendete Mörtel ursächlich für die Schäden gewesen war, folgten jahrelange Auseinandersetzungen, bis im Oktober 2024 ca. zwei Millionen Euro von den Versicherungen gezahlt wurden. Eine neuerliche Sanierung der Kirche soll bis Ende 2026 erfolgen.
Die Kirchengemeinde Hademarschen umfasst derzeit die Zentralgemeinde Hanerau-Hademarschen sowie die Ortschaften Beldorf, Bendorf-Oersdorf, Bornholt, Gokels, Oldenbüttel, Steenfeld, Tackesdorf und Thaden.
Am 11. Oktober 2013 verstarb der langjährige Bürgermeister von Hanerau-Hademarschen (1982–1994) Richard Feldhusen im Alter von 84 Jahren. Als Uhrmachermeister mit eigenem Geschäft in der Theodor-Storm-Straße war er im Ort bekannt und aufgrund seiner vielen gemeinnützigen Initiativen und Tätigkeiten, so bei der Freiwilligen Feuerwehr, und Mitgliedschaft im Sportverein Merkur seit 1939, Jugendtrainer von 1976 bis 1982, Vorsitzender von 1982 bis 1988 und Ehrenvorsitzender seit 1988, wie auch Gründer und Mitglied diverser anderer Vereine und Clubs, war er allseitig geschätzt und wurde entsprechend geehrt. Die Trauerfeier fand am 23. Oktober in der Gokler Kirche statt und die Urne des Verstorbenen wurde anschließend, in Begleitung eines Spielmannszuges, auf dem Hademarscher Friedhof beigesetzt.
2013 beging Hanerau-Hademarschen folgende Jubiläen:
- 170 Jahre Hademarscher Liedertafel
- 125 Jahre Todesjahr Theodor Storms
- 125 Jahre TSV Vorwärts
- 100 Jahre SV Merkur
- 100 Jahre örtliche SPD
- 75 Jahre Gemeinde Hanerau-Hademarschen

Am 7. September 2014 wurde der Kirchenbauverein Hanerau-Hademarschen gegründet. Der Verein hat es sich laut seiner Satzung zur Aufgabe gemacht die Kirchengemeinde Hademarschen bei der Sanierung der derzeit geschlossenen Kirche aktiv und mit finanziellen Mitteln zu unterstützen.
Am 31. Dezember 2022 zählte Hanerau-Hademarschen 3048 Einwohner.